# Ciklidi
Ciklidi (Cichlidae) su jedna od najvećih porodica zrakoperki (Actinopterygii) iz reda grgečki (Perciformes) s ukupno 221 rodom i 1 656 vrsta priznatih 2013. godine. Zbog velikog broja neotkrivenih vrsta, pretpostavlja se da će konačan broj vrsta ove porodice doseći 1,900. Ciklidi su ribe koje se značajno razlikuju u obliku, boji, veličini, načinu života i ponašanju.
Veličina predstavnika ove porodice se kreće od 2,5 centimetra do 1 metra, dok oblici tijela variraju od snažno bočno spljoštenih do valjkastih. Oblik tijela ovisi od okruženja u kojem se nalaze: bočno spljoštene ribe poput onih iz roda Pterophyllum prilagođene su skrivanju među gustim vodenim biljem, dok je oblik tijela riba iz roda Julidochromis specijaliziran za uvlačenje u uske rupe među kamenjem. Mužjaci su veći i intenzivnije obojeni, veoma teritorijalni i često agresivni prema ribama svoje i druge vrste. Živopisno obojene vrste postaju sve popularnije akvarijske ribe, dok su rjeđe one neuglednih boja. Pojedine vrste, poput tilapije, važne su ribe u prehrani.
Ciklidi u prirodi naseljavaju tropske vode Južne Azije, Afrike, Južne i Srednje Amerike. Najčešće se nalaze u slatkim, bilo tekućim ili stajaćim vodama, iako se neke vrste (od kojih su najznačajnije vrste rodova Etroplus i Sarotherodon) mogu naći u bočatnim i slanim vodama.
Ishrana ciklida razlikuje se jednako kao i oni sami. Postoje vrste koje su primarno biljojedi, te se hrane algama i mekim dijelovima viših biljaka, a u ishranu samo povremeno uključuju manje beskralježnjake. Ostale vrste su sposobni grabežljivci mesojedi čiji se plijen kreće od puževa, ličinki kukaca, spužvi pa do ostalih riba. Manji broj vrsta spada u detritovore, hrane se trulećim organskim materijalom.
Pojedine ribe ove porodice izrazito su monogamne, dok ostale formiraju hareme koji se sastoje od jednoga mužjaka i više ženki. Svi predstavnici ove porodice iskazuju izraženu roditeljsku brigu za jaja i mlađ. Ikru ili mlađ čuvaju oba ili samo jedan roditelj, ovisno od vrste. Roditelji vrsta koje ikru polažu na otvorenom (lišću biljaka, kamenju ili podlozi) aeriziraju vodu oko ikre, odstranjuju pljesnivu i neoplođenu ikru, te je agresivno čuvaju od grabežljivaca. Drugi oblik roditeljske brige je čuvanje ikre i mlađi u ustima, a susreće se kod riba iz roda Haplochromis. Ženke ovih vrsta ikru odmah po oplođenju smještaju u usta i tu je čuvaju tijekom inkubacije i nakon izlijeganja mlađi. Za sve ovo vrijeme ženke ne jedu i vrijeme provode skrivene od ostalih riba, koje ih nekad pokušavaju natjerati da izbace mlađ iz usta. Iako su uglavnom ženke one koje mlađ čuvaju u ustima, to mogu biti i mužjaci, te rjeđe oba roditelja. Neke vrste, poput diskusa, poznate su po sposobnosti da mlađ hrane svojim kožnim izlučevinama.
Porodicu ciklida opisao je Bonaparte, 1835. godine.

## Popis vrsta
1. Abactochromis labrosus (Trewavas, 1935)
2. Acarichthys heckelii (Müller & Troschel, 1849)
3. Acaronia nassa (Heckel, 1840)
4. Acaronia vultuosa Kullander, 1989
5. Aequidens chimantanus Inger, 1956
6. Aequidens diadema (Heckel, 1840)
7. Aequidens epae Kullander, 1995
8. Aequidens gerciliae Kullander, 1995
9. Aequidens hoehnei (Miranda Ribeiro, 1918)
10. Aequidens mauesanus Kullander, 1997
11. Aequidens metae Eigenmann, 1922
12. Aequidens michaeli Kullander, 1995
13. Aequidens pallidus (Heckel, 1840)
14. Aequidens paloemeuensis Kullander & Nijssen, 1989
15. Aequidens patricki Kullander, 1984
16. Aequidens plagiozonatus Kullander, 1984
17. Aequidens potaroensis Eigenmann, 1912
18. Aequidens rondoni (Miranda Ribeiro, 1918)
19. Aequidens tetramerus (Heckel, 1840)
20. Aequidens tubicen Kullander & Ferreira, 1991
21. Aequidens viridis (Heckel, 1840)
22. Alcolapia alcalica (Hilgendorf, 1905)
23. Alcolapia grahami (Boulenger, 1912)
24. Alcolapia latilabris (Seegers & Tichy, 1999)
25. Alcolapia ndalalani (Seegers & Tichy, 1999)
26. Alticorpus geoffreyi Snoeks & Walapa, 2004
27. Alticorpus macrocleithrum (Stauffer & McKaye, 1985)
28. Alticorpus mentale Stauffer & McKaye, 1988
29. Alticorpus peterdaviesi (Burgess & Axelrod, 1973)
30. Alticorpus profundicola Stauffer & McKaye, 1988
31. Altolamprologus calvus (Poll, 1978)
32. Altolamprologus compressiceps (Boulenger, 1898)
33. Amatitlania coatepeque Schmitter-Soto, 2007
34. Amatitlania kanna Schmitter-Soto, 2007
35. Amatitlania nigrofasciata 	(Günther, 1867)
36. Amatitlania siquia Schmitter-Soto, 2007
37. Amphilophus alfari 	(Meek, 1907)
38. Amphilophus altifrons (Kner, 1863)
39. Amphilophus amarillo Stauffer & McKaye, 2002
40. Amphilophus astorquii Stauffer, McCrary & Black, 2008
41. Amphilophus bussingi Loiselle, 1997
42. Amphilophus calobrensis (Meek & Hildebrand, 1913)
43. Amphilophus chancho Stauffer, McCrary & Black, 2008
44. Amphilophus citrinellus (Günther, 1864)
45. Amphilophus diquis (Bussing, 1974)
46. Amphilophus flaveolus Stauffer, McCrary & Black, 2008
47. Amphilophus globosus Geiger, McCrary & Stauffer, 2010
48. Amphilophus hogaboomorum (Carr & Giovannoli, 1950)
49. Amphilophus labiatus (Günther, 1864)
50. Amphilophus longimanus (Günther, 1867)
51. Amphilophus lyonsi (Gosse, 1966)
52. Amphilophus macracanthus (Günther, 1864)
53. Amphilophus margaritifer (Günther, 1862)
54. Amphilophus nourissati (Allgayer, 1989)
55. Amphilophus rhytisma (López S., 1983)
56. Amphilophus robertsoni (Regan, 1905)
57. Amphilophus rostratus (Gill, 1877)
58. Amphilophus sagittae Stauffer & McKaye, 2002
59. Amphilophus supercilius Geiger, McCrary & Stauffer, 2010
60. Amphilophus tolteca Rechnagel, Kusche, Elmer & Meyer, 2013
61. Amphilophus viridis Rechnagel, Kusche, Elmer & Meyer, 2013
62. Amphilophus xiloaensis Stauffer & McKaye, 2002
63. Amphilophus zaliosus (Barlow, 1976)
64. Andinoacara biseriatus (Regan, 1913)
65. Andinoacara blombergi Wijkmark, Kullander & Barriga Salazar, 2012
66. Andinoacara coeruleopunctatus (Kner, 1863)
67. Andinoacara latifrons (Steindachner, 1878)
68. Andinoacara pulcher (Gill, 1858)
69. Andinoacara rivulatus (Günther, 1860)
70. Andinoacara sapayensis (Regan, 1903)
71. Andinoacara stalsbergi Musilová¡, Schindler & Staeck, 2009
72. Anomalochromis thomasi (Boulenger, 1915)
73. Apistogramma acrensis Staeck, 2003
74. Apistogramma agassizii (Steindachner, 1875)
75. Apistogramma alacrina Kullander, 2004
76. Apistogramma allpahuayo Römer, Beninde, Duponchelle, Díaz, Ortega, Hahn, Soares, Cachay, Dávila, Cornejo & Renno, 2012
77. Apistogramma amoena (Cope, 1872)
78. Apistogramma angayuara Kullander & Ferreira, 2005
79. Apistogramma arua Römer & Warzel, 1998
80. Apistogramma atahualpa Römer, 1997
81. Apistogramma baenschi Römer, Hahn, Römer, Soares & Wöhler, 2004
82. Apistogramma barlowi Römer & Hahn, 2008
83. Apistogramma bitaeniata Pellegrin, 1936
84. Apistogramma borellii (Regan, 1906)
85. Apistogramma brevis Kullander, 1980
86. Apistogramma cacatuoides Hoedeman, 1951
87. Apistogramma caetei Kullander, 1980
88. Apistogramma caudomaculata Mesa S. & Lasso, 2011
89. Apistogramma cinilabra Römer, Duponchelle, Diaz, Davilla, Sirvas, Catchay & Renno, 2011
90. Apistogramma commbrae (Regan, 1906)
91. Apistogramma cruzi Kullander, 1986
92. Apistogramma diplotaenia Kullander, 1987
93. Apistogramma elizabethae Kullander, 1980
94. Apistogramma eremnopyge Ready & Kullander, 2004
95. Apistogramma erythrura Staeck & Schindler, 2008
96. Apistogramma eunotus Kullander, 1981
97. Apistogramma flabellicauda Mesa S. & Lasso, 2011
98. Apistogramma geisleri Meinken, 1971
99. Apistogramma gephyra Kullander, 1980
100. Apistogramma gibbiceps Meinken, 1969
101. Apistogramma gossei Kullander, 1982
102. Apistogramma guttata Antonio C., Kullander & Lasso A., 1989
103. Apistogramma helkeri Schindler & Staeck, 2013
104. Apistogramma hippolytae Kullander, 1982
105. Apistogramma hoignei Meinken, 1965
106. Apistogramma hongsloi Kullander, 1979
107. Apistogramma huascar Römer, Pretor & Hahn, 2006
108. Apistogramma inconspicua Kullander, 1983
109. Apistogramma iniridae Kullander, 1979
110. Apistogramma inornata Staeck, 2003
111. Apistogramma intermedia Mesa S. & Lasso, 2011
112. Apistogramma juruensis Kullander, 1986
113. Apistogramma lineata Mesa S. & Lasso, 2011
114. Apistogramma linkei Koslowski, 1985
115. Apistogramma luelingi Kullander, 1976
116. Apistogramma macmasteri Kullander, 1979
117. Apistogramma martini Römer, Hahn, Römer, Soares & Wöhler, 2003
118. Apistogramma megaptera Mesa S. & Lasso, 2011
119. Apistogramma meinkeni Kullander, 1980
120. Apistogramma mendezi Römer, 1994
121. Apistogramma minima Mesa Salazar, & Lasso, 2011
122. Apistogramma moae Kullander, 1980
123. Apistogramma nijsseni Kullander, 1979
124. Apistogramma norberti Staeck, 1991
125. Apistogramma nororientalis 	Mesa S. & Lasso, 2011
126. Apistogramma ortmanni (Eigenmann, 1912)
127. Apistogramma panduro Römer, 1997
128. Apistogramma pantalone Römer, Römer, Soares & Hahn, 2006
129. Apistogramma paucisquamis Kullander & Staeck, 1988
130. Apistogramma paulmuelleri Römer, Beninde, Duponchelle, Dávila, Díaz & Renno, 2013
131. Apistogramma payaminonis Kullander, 1986
132. Apistogramma pedunculata Mesa S. & Lasso, 2011
133. Apistogramma personata Kullander, 1980
134. Apistogramma pertensis (Haseman, 1911)
135. Apistogramma piaroa Mesa S. & Lasso, 2011
136. Apistogramma piauiensis Kullander, 1980
137. Apistogramma playayacu Römer, Beninde & Hahn, 2011
138. Apistogramma pleurotaenia (Regan, 1909)
139. Apistogramma pulchra Kullander, 1980
140. Apistogramma regani Kullander, 1980
141. Apistogramma resticulosa Kullander, 1980
142. Apistogramma rositae Römer, Römer & Hahn, 2006
143. Apistogramma rubrolineata Hein, Zarske & Zapata, 2002
144. Apistogramma rupununi Fowler, 1914
145. Apistogramma salpinction Kullander & Ferreira, 2005
146. Apistogramma similis Staeck, 2003
147. Apistogramma staecki Koslowski, 1985
148. Apistogramma steindachneri 	(Regan, 1908)
149. Apistogramma taeniata (Günther, 1862)
150. Apistogramma trifasciata (Eigenmann & Kennedy, 1903)
151. Apistogramma tucurui Staeck, 2003
152. Apistogramma uaupesi Kullander, 1980
153. Apistogramma urteagai Kullander, 1986
154. Apistogramma velifera Staeck, 2003
155. Apistogramma viejita Kullander, 1979
156. Apistogramma wapisana Römer, Hahn & Conrad, 2006
157. Apistogrammoides pucallpaensis Meinken, 1965
158. Archocentrus centrarchus (Gill, 1877)
159. Archocentrus multispinosus (Günther, 1867)
160. Archocentrus spinosissimus (Vaillant & Pellegrin, 1902)
161. Aristochromis christyi Trewavas, 1935
162. Astatoreochromis alluaudi Pellegrin, 1904
163. Astatoreochromis straeleni (Poll, 1944)
164. Astatoreochromis vanderhorsti (Greenwood, 1954)
165. Astatotilapia bloyeti (Sauvage, 1883)
166. Astatotilapia burtoni (Günther, 1894)
167. Astatotilapia calliptera 	(Günther, 1894)
168. Astatotilapia desfontainii (Lacepède, 1802)
169. Astatotilapia flaviijosephi (Lortet, 1883)
170. Astatotilapia stappersii (Poll, 1943)
171. Astatotilapia swynnertoni (Boulenger, 1907)
172. Astatotilapia tweddlei Jackson, 1985
173. Astronotus crassipinnis (Heckel, 1840)
174. Astronotus ocellatus (Agassiz, 1831)
175. Aulonocara aquilonium Konings, 1995
176. Aulonocara auditor (Trewavas, 1935)
177. Aulonocara baenschi Meyer & Riehl, 1985
178. Aulonocara brevinidus Konings, 1995
179. Aulonocara brevirostre (Trewavas, 1935)
180. Aulonocara ethelwynnae Meyer, Riehl & Zetzsche, 1987
181. Aulonocara gertrudae Konings, 1995
182. Aulonocara guentheri Eccles, 1989
183. Aulonocara hansbaenschi Meyer, Riehl & Zetzsche, 1987
184. Aulonocara hueseri 	Meyer, Riehl & Zetzsche, 1987
185. Aulonocara jacobfreibergi (Johnson, 1974)
186. Aulonocara kandeensis Tawil & Allgayer, 1987
187. Aulonocara koningsi Tawil, 2003
188. Aulonocara korneliae Meyer, Riehl & Zetzsche, 1987
189. Aulonocara maylandi Trewavas, 1984
190. Aulonocara nyassae Regan, 1922
191. Aulonocara rostratum Trewavas, 1935
192. Aulonocara saulosi Meyer, Riehl & Zetzsche, 1987
193. Aulonocara steveni Meyer, Riehl & Zetzsche, 1987
194. Aulonocara stonemani (Burgess & Axelrod, 1973)
195. Aulonocara stuartgranti Meyer & Riehl, 1985
196. Aulonocara trematocephalum (Boulenger, 1901)
197. Aulonocranus dewindti (Boulenger, 1899)
198. Australoheros acaroides (Hensel, 1870)
199. Australoheros angiru Říčan, Piálek, Almirón & Casciotta, 2011
200. Australoheros autrani Ottoni & Costa, 2008
201. Australoheros barbosae Ottoni & Costa, 2008
202. Australoheros capixaba Ottoni, 2010
203. Australoheros charrua Říčan & Kullander, 2008
204. Australoheros facetus (Jenyns, 1842)
205. Australoheros forquilha Říčan & Kullander, 2008
206. Australoheros guarani Říčan & Kullander, 2008
207. Australoheros ipatinguensis Ottoni & Costa, 2008
208. Australoheros kaaygua Casciotta, Almirón & Gómez, 2006
209. Australoheros macacuensis Ottoni & Costa, 2008
210. Australoheros macaensis Ottoni & Costa, 2008
211. Australoheros mattosi Ottoni, 2012
212. Australoheros minuano Říčan & Kullander, 2008
213. Australoheros montanus Ottoni, 2012
214. Australoheros muriae Ottoni & Costa, 2008
215. Australoheros paraibae Ottoni & Costa, 2008
216. Australoheros perdi Ottoni, Lezama, Triques, Fragoso-Moura, Lucas & Barbosa, 2011
217. Australoheros ribeirae Ottoni, Oyakawa & Costa, 2008
218. Australoheros robustus Ottoni & Costa, 2008
219. Australoheros sanguineus Ottoni, 2013
220. Australoheros saquarema Ottoni & Costa, 2008
221. Australoheros scitulus (Říčan & Kullander, 2003)
222. Australoheros taura Ottoni & Cheffe, 2009
223. Australoheros tavaresi Ottoni, 2012
224. Australoheros tembe (Casciotta, Gómez & Toresanni, 1995)
225. Australoheros ykeregua Říčan, Piálek, Almirón  & Casciotta, 2011
226. Baileychromis centropomoides (Bailey & Stewart, 1977)
227. Bathybates fasciatus Boulenger, 1901
228. Bathybates ferox Boulenger, 1898
229. Bathybates graueri Steindachner, 1911
230. Bathybates hornii Steindachner, 1911
231. Bathybates leo Poll, 1956
232. Bathybates minor 	Boulenger, 1906
233. Bathybates vittatus Boulenger, 1914
234. Benitochromis batesii (Boulenger, 1901)
235. Benitochromis conjunctus Lamboj, 2001
236. Benitochromis finleyi (Trewavas, 1974)
237. Benitochromis nigrodorsalis Lamboj, 2001
238. Benitochromis riomuniensis (Thys van den Audenaerde, 1981)
239. Benitochromis ufermanni Lamboj, 2001
240. Benthochromis horii Takahashi, 2008
241. Benthochromis melanoides 	(Poll, 1984)
242. Benthochromis tricoti (Poll, 1948)
243. Biotodoma cupido 	(Heckel, 1840)
244. Biotodoma wavrini (Gosse, 1963)
245. Biotoecus dicentrarchus Kullander, 1989
246. Biotoecus opercularis (Steindachner, 1875)
247. Boulengerochromis microlepis (Boulenger, 1899)
248. Buccochromis atritaeniatus (Regan, 1922)
249. Buccochromis heterotaenia (Trewavas, 1935)
250. Buccochromis lepturus (Regan, 1922)
251. Buccochromis nototaenia (Boulenger, 1902)
252. Buccochromis oculatus (Trewavas, 1935)
253. Buccochromis rhoadesii (Boulenger, 1908)
254. Buccochromis spectabilis (Trewavas, 1935)
255. Bujurquina apoparuana Kullander, 1986
256. Bujurquina cordemadi Kullander, 1986
257. Bujurquina eurhinus Kullander, 1986
258. Bujurquina hophrys Kullander, 1986
259. Bujurquina huallagae Kullander, 1986
260. Bujurquina labiosa Kullander, 1986
261. Bujurquina mariae (Eigenmann, 1922)
262. Bujurquina megalospilus 	Kullander, 1986
263. Bujurquina moriorum Kullander, 1986
264. Bujurquina oenolaemus Kullander, 1987
265. Bujurquina ortegai Kullander, 1986
266. Bujurquina peregrinabunda Kullander, 1986
267. Bujurquina robusta Kullander, 1986
268. Bujurquina syspilus (Cope, 1872)
269. Bujurquina tambopatae Kullander, 1986
270. Bujurquina vittata (Heckel, 1840)
271. Bujurquina zamorensis (Regan, 1905)
272. Callochromis macrops (Boulenger, 1898)
273. Callochromis melanostigma (Boulenger, 1906)
274. Callochromis pleurospilus (Boulenger, 1906)
275. Caprichromis liemi (Mckaye & Mackenzie, 1982)
276. Caprichromis orthognathus (Trewavas, 1935)
277. Caquetaia kraussii (Steindachner, 1878)
278. Caquetaia myersi (Schultz, 1944)
279. Caquetaia spectabilis (Steindachner, 1875)
280. Caquetaia umbrifera (Meek & Hildebrand, 1913)
281. Cardiopharynx schoutedeni Poll, 1942
282. Chaetobranchopsis australis Eigenmann & Ward, 1907
283. Chaetobranchopsis orbicularis (Steindachner, 1875)
284. Chaetobranchus flavescens Heckel, 1840
285. Chaetobranchus semifasciatus Steindachner, 1875
286. Chalinochromis brichardi Poll, 1974
287. Chalinochromis popelini Brichard, 1989
288. Champsochromis caeruleus (Boulenger, 1908)
289. Champsochromis spilorhynchus (Regan, 1922)
290. Cheilochromis euchilus (Trewavas, 1935)
291. Chetia brevicauda Bills & Weyl, 2002
292. Chetia brevis Jubb, 1968
293. Chetia flaviventris Trewavas, 1961
294. Chetia gracilis (Greenwood, 1984)
295. Chetia mola Balon & Stewart, 1983
296. Chetia welwitschi (Boulenger, 1898)
297. Chilochromis duponti Boulenger, 1902
298. Chilotilapia rhoadesii Boulenger, 1908
299. Chromidotilapia cavalliensis (Thys van den Audenaerde & Loiselle, 1971)
300. Chromidotilapia elongata Lamboj, 1999
301. Chromidotilapia guntheri (Sauvage, 1882)
302. Chromidotilapia kingsleyae Boulenger, 1898
303. Chromidotilapia linkei Staeck, 1980
304. Chromidotilapia mamonekenei Lamboj, 1999
305. Chromidotilapia melaniae 	Lamboj, 2003
306. Chromidotilapia mrac Lamboj, 2002
307. Chromidotilapia nana Lamboj, 2003
308. Chromidotilapia regani (Pellegrin, 1906)
309. Chromidotilapia schoutedeni (Poll & Thys van den Audenaerde, 1967)
310. Cichla intermedia Machado-Allison, 1971
311. Cichla jariina Kullander & Ferreira, 2006
312. Cichla kelberi Kullander & Ferreira, 2006
313. Cichla melaniae 	Kullander & Ferreira, 2006
314. Cichla mirianae Kullander & Ferreira, 2006
315. Cichla monoculus Agassiz, 1831
316. Cichla nigromaculata Jardine & Schomburgk, 1843
317. Cichla ocellaris Bloch & Schneider, 1801
318. Cichla orinocensis Humboldt, 1821
319. Cichla pinima Kullander & Ferreira, 2006
320. Cichla piquiti Kullander & Ferreira, 2006
321. Cichla pleiozona 	Kullander & Ferreira, 2006
322. Cichla temensis Humboldt, 1821
323. Cichla thyrorus Kullander & Ferreira, 2006
324. Cichla vazzoleri Kullander & Ferreira, 2006
325. Cichlasoma aguadae Hubbs, 1936
326. Cichlasoma alborum 	Hubbs, 1936
327. Cichlasoma amarum Hubbs, 1936
328. Cichlasoma amazonarum Kullander, 1983
329. Cichlasoma araguaiense Kullander, 1983
330. Cichlasoma atromaculatum Regan, 1912
331. Cichlasoma beani (Jordan, 1889)
332. Cichlasoma bimaculatum (Linnaeus, 1758)
333. Cichlasoma bocourti (Vaillant & Pellegrin, 1902)
334. Cichlasoma boliviense Kullander, 1983
335. Cichlasoma cienagae Hubbs, 1936
336. Cichlasoma conchitae Hubbs, 1936
337. Cichlasoma dimerus 	(Heckel, 1840)
338. Cichlasoma ericymba Hubbs, 1938
339. Cichlasoma festae (Boulenger, 1899)
340. Cichlasoma geddesi (Regan, 1905)
341. Cichlasoma gephyrum Eigenmann, 1922
342. Cichlasoma grammodes Taylor & Miller, 1980
343. Cichlasoma istlanum (Jordan & Snyder, 1899)
344. Cichlasoma mayorum 	Hubbs, 1936
345. Cichlasoma microlepis Dahl, 1960
346. Cichlasoma orientale Kullander, 1983
347. Cichlasoma orinocense Kullander, 1983
348. Cichlasoma ornatum Regan, 1905
349. Cichlasoma paranaense Kullander, 1983
350. Cichlasoma pearsei (Hubbs, 1936)
351. Cichlasoma portalegrense (Hensel, 1870)
352. Cichlasoma pusillum Kullander, 1983
353. Cichlasoma salvini 	(Günther, 1862)
354. Cichlasoma sanctifranciscense Kullander, 1983
355. Cichlasoma stenozonum Hubbs, 1936
356. Cichlasoma taenia (Bennett, 1831)
357. Cichlasoma trimaculatum (Günther, 1867)
358. Cichlasoma troschelii (Steindachner, 1867)
359. Cichlasoma tuyrense Meek & Hildebrand, 1913
360. Cichlasoma ufermanni (Allgayer, 2002)
361. Cichlasoma urophthalmum (Günther, 1862)
362. Cichlasoma zarskei 	Ottoni, 2011
363. Cichlasoma zebra Hubbs, 1936
364. Cleithracara maronii (Steindachner, 1881)
365. Congochromis dimidiatus (Pellegrin, 1900)
366. Congochromis pugnatus Stiassny & Schliewen, 2007
367. Congochromis robustus Lamboj, 2012
368. Congochromis sabinae (Lamboj, 2005)
369. Congochromis squamiceps (Boulenger, 1902)
370. Congolapia bilineata (Pellegrin, 1900)
371. Congolapia crassa (Pellegrin, 1903)
372. Congolapia louna Dunz, Vreven & Schliewen, 2012
373. Copadichromis atripinnis 	Stauffer & Sato, 2002
374. Copadichromis azureus Konings, 1990
375. Copadichromis borleyi (Iles, 1960)
376. Copadichromis chizumuluensis Stauffer & Konings, 2006
377. Copadichromis chrysonotus (Boulenger, 1908)
378. Copadichromis cyaneus (Trewavas, 1935)
379. Copadichromis cyanocephalus Stauffer & Konings, 2006
380. Copadichromis diplostigma Stauffer & Konings, 2006
381. Copadichromis geertsi Konings, 1999
382. Copadichromis ilesi Konings, 1999
383. Copadichromis insularis Stauffer & Konings, 2006
384. Copadichromis jacksoni (Iles, 1960)
385. Copadichromis likomae (Iles, 1960)
386. Copadichromis mbenjii Konings, 1990
387. Copadichromis melas Stauffer & Konings, 2006
388. Copadichromis mloto (Iles, 1960)
389. Copadichromis nkatae (Iles, 1960)
390. Copadichromis parvus Stauffer & Konings, 2006
391. Copadichromis pleurostigma (Trewavas, 1935)
392. Copadichromis pleurostigmoides (Iles, 1960)
393. Copadichromis quadrimaculatus (Regan, 1922)
394. Copadichromis trewavasae 	Konings, 1999
395. Copadichromis trimaculatus (Iles, 1960)
396. Copadichromis verduyni Konings, 1990
397. Copadichromis virginalis (Iles, 1960)
398. Corematodus shiranus Boulenger, 1897
399. Corematodus taeniatus Trewavas, 1935
400. Crenicara latruncularium 	Kullander & Staeck, 1990
401. Crenicara punctulatum (Günther, 1863)
402. Crenicichla acutirostris Günther, 1862
403. Crenicichla adspersa Heckel, 1840
404. Crenicichla albopunctata Pellegrin, 1904
405. Crenicichla alta Eigenmann, 1912
406. Crenicichla anthurus Cope, 1872
407. Crenicichla brasiliensis (Bloch, 1792)
408. Crenicichla britskii Kullander, 1982
409. Crenicichla cametana Steindachner, 1911
410. Crenicichla celidochilus 	Casciotta, 1987
411. Crenicichla chicha Varella, Kullander & Lima, 2012
412. Crenicichla cincta Regan, 1905
413. Crenicichla compressiceps Ploeg, 1986
414. Crenicichla coppenamensis Ploeg, 1987
415. Crenicichla cyanonotus Cope, 1870
416. Crenicichla cyclostoma Ploeg, 1986
417. Crenicichla empheres Lucena, 2007
418. Crenicichla frenata Gill, 1858
419. Crenicichla gaucho Lucena & Kullander, 1992
420. Crenicichla geayi Pellegrin, 1903
421. Crenicichla gillmorlisi Kullander & Lucena, 2013
422. Crenicichla hadrostigma 	Lucena, 2007
423. Crenicichla haroldoi Luengo & Britski, 1974
424. Crenicichla heckeli Ploeg, 1989
425. Crenicichla hemera Kullander, 1990
426. Crenicichla hu Piálek, Říčan, Casciotta & Almirón, 2010
427. Crenicichla hummelincki Ploeg, 1991
428. Crenicichla igara Lucena & Kullander, 1992
429. Crenicichla iguapina Kullander & Lucena, 2006
430. Crenicichla iguassuensis 	Haseman, 1911
431. Crenicichla inpa 	Ploeg, 1991
432. Crenicichla isbrueckeri Ploeg, 1991
433. Crenicichla jaguarensis Haseman, 1911
434. Crenicichla jegui Ploeg, 1986
435. Crenicichla johanna Heckel, 1840
436. Crenicichla jupiaensis Britski & Luengo, 1968
437. Crenicichla jurubi Lucena & Kullander, 1992
438. Crenicichla labrina (Spix & Agassiz, 1831)
439. Crenicichla lacustris (Castelnau, 1855)
440. Crenicichla lenticulata Heckel, 1840
441. Crenicichla lepidota Heckel, 1840
442. Crenicichla lucius Cope, 1870
443. Crenicichla lugubris Heckel, 1840
444. Crenicichla macrophthalma Heckel, 1840
445. Crenicichla maculata Kullander & Lucena, 2006
446. Crenicichla mandelburgeri Kullander, 2009
447. Crenicichla marmorata Pellegrin, 1904
448. Crenicichla menezesi Ploeg, 1991
449. Crenicichla minuano Lucena & Kullander, 1992
450. Crenicichla missioneira Lucena & Kullander, 1992
451. Crenicichla mucuryna Ihering, 1914
452. Crenicichla multispinosa Pellegrin, 1903
453. Crenicichla nickeriensis 	Ploeg, 1987
454. Crenicichla niederleinii (Holmberg, 1891)
455. Crenicichla notophthalmus Regan, 1913
456. Crenicichla pellegrini Ploeg, 1991
457. Crenicichla percna Kullander, 1991
458. Crenicichla phaiospilus 	Kullander, 1991
459. Crenicichla prenda Lucena & Kullander, 1992
460. Crenicichla proteus Cope, 1872
461. Crenicichla punctata Hensel, 1870
462. Crenicichla pydanielae Ploeg, 1991
463. Crenicichla regani 	Ploeg, 1989
464. Crenicichla reticulata (Heckel, 1840)
465. Crenicichla rosemariae Kullander, 1997
466. Crenicichla santosi Ploeg, 1991
467. Crenicichla saxatilis (Linnaeus, 1758)
468. Crenicichla scottii (Eigenmann, 1907)
469. Crenicichla sedentaria Kullander, 1986
470. Crenicichla semicincta Steindachner, 1892
471. Crenicichla semifasciata 	(Heckel, 1840)
472. Crenicichla sipaliwini Ploeg, 1987
473. Crenicichla stocki Ploeg, 1991
474. Crenicichla strigata Günther, 1862
475. Crenicichla sveni Ploeg, 1991
476. Crenicichla tendybaguassu 	Lucena & Kullander, 1992
477. Crenicichla ternetzi Norman, 1926
478. Crenicichla tesay Casciotta & Almirón, 2009
479. Crenicichla tigrina Ploeg, Jégu & Ferreira, 1991
480. Crenicichla tingui 	Kullander & Lucena, 2006
481. Crenicichla urosema Kullander, 1990
482. Crenicichla vaillanti Pellegrin, 1903
483. Crenicichla virgatula Ploeg, 1991
484. Crenicichla vittata Heckel, 1840
485. Crenicichla wallacii Regan, 1905
486. Crenicichla yaha Casciotta, Almirón & Gómez, 2006
487. Crenicichla ypo Casciotta, Almirón, Piálek, Gómez & Říčan, 2010
488. Crenicichla zebrina Montaña, López-Fernández & Taphorn, 2008
489. Cryptoheros altoflavus Allgayer, 2001
490. Cryptoheros chetumalensis Schmitter-Soto, 2007
491. Cryptoheros cutteri (Fowler, 1932)
492. Cryptoheros myrnae (Loiselle, 1997)
493. Cryptoheros nanoluteus (Allgayer, 1994)
494. Cryptoheros panamensis (Meek & Hildebrand, 1913)
495. Cryptoheros sajica (Bussing, 1974)
496. Cryptoheros septemfasciatus (Regan, 1908)
497. Cryptoheros spilurus (Günther, 1862)
498. Ctenochromis benthicola (Matthes, 1962)
499. Ctenochromis horei 	(Günther, 1894)
500. Ctenochromis luluae (Fowler, 1930)
501. Ctenochromis oligacanthus 	(Regan, 1922)
502. Ctenochromis pectoralis Pfeffer, 1893
503. Ctenochromis polli (Thys van den Audenaerde, 1964)
504. Ctenopharynx intermedius (Günther, 1864)
505. Ctenopharynx nitidus (Trewavas, 1935)
506. Ctenopharynx pictus (Trewavas, 1935)
507. Cunningtonia longiventralis Boulenger, 1906
508. Cyathochromis obliquidens Trewavas, 1935
509. Cyathopharynx furcifer (Boulenger, 1898)
510. Cyclopharynx fwae Poll, 1948
511. Cyclopharynx schwetzi (Poll, 1948)
512. Cynotilapia afra 	(Günther, 1894)
513. Cynotilapia axelrodi Burgess, 1976
514. Cynotilapia pulpican Tawil, 2002
515. Cyphotilapia frontosa (Boulenger, 1906)
516. Cyphotilapia gibberosa Takahashi & Nakaya, 2003
517. Cyprichromis coloratus Takahashi & Hori, 2006
518. Cyprichromis leptosoma (Boulenger, 1898)
519. Cyprichromis microlepidotus (Poll, 1956)
520. Cyprichromis pavo Büscher, 1994
521. Cyprichromis zonatus Takahashi, Hori & Nakaya, 2002
522. Cyrtocara moorii Boulenger, 1902
523. Danakilia dinicolai Stiassny, de Marchi & Lamboj, 2010
524. Danakilia franchettii (Vinciguerra, 1931)
525. Dicrossus filamentosus (Ladiges, 1958)
526. Dicrossus foirni Römer, Hahn & Vergara, 2010
527. Dicrossus gladicauda Schindler & Staeck, 2008
528. Dicrossus maculatus Steindachner, 1875
529. Dicrossus warzeli 	Römer, Hahn & Vergara, 2010
530. Dimidiochromis compressiceps (Boulenger, 1908)
531. Dimidiochromis dimidiatus (Günther, 1864)
532. Dimidiochromis kiwinge (Ahl, 1926)
533. Dimidiochromis strigatus (Regan, 1922)
534. Diplotaxodon aeneus Turner & Stauffer, 1998
535. Diplotaxodon apogon Turner & Stauffer, 1998
536. Diplotaxodon argenteus Trewavas, 1935
537. Diplotaxodon ecclesi Burgess & Axelrod, 1973
538. Diplotaxodon greenwoodi Stauffer & McKaye, 1986
539. Diplotaxodon limnothrissa Turner, 1994
540. Diplotaxodon macrops Turner & Stauffer, 1998
541. Divandu albimarginatus Lamboj & Snoeks, 2000
542. Docimodus evelynae Eccles & Lewis, 1976
543. Docimodus johnstoni Boulenger, 1897
544. Eclectochromis lobochilus 	(Trewavas, 1935)
545. Eclectochromis ornatus (Regan, 1922)
546. Ectodus descampsii Boulenger, 1898
547. Enigmatochromis lucanusi Lamboj, 2009
548. Eretmodus cyanostictus Boulenger, 1898
549. Eretmodus marksmithi Burgess, 2012
550. Etia nguti Schliewen & Stiassny, 2003
551. Etroplus canarensis Day, 1877
552. Etroplus maculatus (Bloch, 1795)
553. Etroplus suratensis (Bloch, 1790)
554. Exochochromis anagenys Oliver, 1989
555. Fossorochromis rostratus (Boulenger, 1899)
556. Genyochromis mento 	Trewavas, 1935
557. Geophagus abalios López-Fernández & Taphorn, 2004
558. Geophagus altifrons Heckel, 1840
559. Geophagus argyrostictus Kullander, 1991
560. Geophagus brachybranchus Kullander & Nijssen, 1989
561. Geophagus brasiliensis (Quoy & Gaimard, 1824)
562. Geophagus brokopondo Kullander & Nijssen, 1989
563. Geophagus camopiensis Pellegrin, 1903
564. Geophagus crassilabris Steindachner, 1876
565. Geophagus dicrozoster López-Fernández & Taphorn, 2004
566. Geophagus gottwaldi Schindler & Staeck, 2006
567. Geophagus grammepareius Kullander & Taphorn, 1992
568. Geophagus harreri Gosse, 1976
569. Geophagus iporangensis Haseman, 1911
570. Geophagus itapicuruensis Haseman, 1911
571. Geophagus megasema Heckel, 1840
572. Geophagus neambi Lucinda, Lucena & Assis, 2010
573. Geophagus obscurus (Castelnau, 1855)
574. Geophagus parnaibae Staeck & Schindler, 2006
575. Geophagus pellegrini Regan, 1912
576. Geophagus proximus (Castelnau, 1855)
577. Geophagus steindachneri Eigenmann & Hildebrand, 1922
578. Geophagus surinamensis (Bloch, 1791)
579. Geophagus sveni Lucinda, Lucena & Assis, 2010
580. Geophagus taeniopareius Kullander & Royero, 1992
581. Geophagus winemilleri López-Fernández & Taphorn, 2004
582. Gephyrochromis lawsi Fryer, 1957
583. Gephyrochromis moorii Boulenger, 1901
584. Gnathochromis permaxillaris (David, 1936)
585. Gnathochromis pfefferi (Boulenger, 1898)
586. Gobiocichla ethelwynnae Roberts, 1982
587. Gobiocichla wonderi Kanazawa, 1951
588. Grammatotria lemairii Boulenger, 1899
589. Greenwoodochromis bellcrossi (Poll, 1976)
590. Greenwoodochromis christyi (Trewavas, 1953)
591. Guianacara cuyunii López-Fernández, Taphorn Baechle & Kullander, 2006
592. Guianacara dacrya Arbour & López-Fernández, 2011
593. Guianacara geayi (Pellegrin, 1902)
594. Guianacara oelemariensis 	Kullander & Nijssen, 1989
595. Guianacara owroewefi Kullander & Nijssen, 1989
596. Guianacara sphenozona Kullander & Nijssen, 1989
597. Guianacara stergiosi López-Fernández, Taphorn Baechle & Kullander, 2006
598. Gymnogeophagus australis (Eigenmann, 1907)
599. Gymnogeophagus balzanii 	(Perugia, 1891)
600. Gymnogeophagus caaguazuensis Staeck, 2006
601. Gymnogeophagus che Casciotta, Gómez  & Toresanni, 2000
602. Gymnogeophagus gymnogenys (Hensel, 1870)
603. Gymnogeophagus labiatus (Hensel, 1870)
604. Gymnogeophagus lacustris Reis & Malabarba, 1988
605. Gymnogeophagus meridionalis Reis & Malabarba, 1988
606. Gymnogeophagus rhabdotus 	(Hensel, 1870)
607. Gymnogeophagus setequedas Reis, Malabarba & Pavanelli, 1992
608. Gymnogeophagus tiraparae 	González-Bergonzoni, Loureiro & Oviedo, 2009
609. Haplochromis acidens Greenwood, 1967
610. Haplochromis adolphifrederici (Boulenger, 1914)
611. Haplochromis aelocephalus Greenwood, 1959
612. Haplochromis aeneocolor Greenwood, 1973
613. Haplochromis akika Lippitsch, 2003
614. Haplochromis albertianus Regan, 1929
615. Haplochromis altigenis Regan, 1922
616. Haplochromis ampullarostratus Schraml, 2004
617. Haplochromis angustifrons Boulenger, 1914
618. Haplochromis annectidens Trewavas, 1933
619. Haplochromis antleter Mietes & Witte, 2010
620. Haplochromis apogonoides Greenwood, 1967
621. Haplochromis arcanus Greenwood & Gee, 1969
622. Haplochromis argens de Zeeuw, Westbroek & Witte, 2013
623. Haplochromis argenteus Regan, 1922
624. Haplochromis artaxerxes Greenwood, 1962
625. Haplochromis astatodon 	Regan, 1921
626. Haplochromis avium Regan, 1929
627. Haplochromis azureus (Seehausen & Lippitsch, 1998)
628. Haplochromis barbarae Greenwood, 1967
629. Haplochromis bareli van Oijen, 1991
630. Haplochromis bartoni Greenwood, 1962
631. Haplochromis bayoni (Boulenger, 1909)
632. Haplochromis beadlei Trewavas, 1933
633. Haplochromis bicolor Boulenger, 1906
634. Haplochromis boops Greenwood, 1967
635. Haplochromis brownae Greenwood, 1962
636. Haplochromis bullatus 	Trewavas, 1938
637. Haplochromis bwathondii Niemantsverdriet & Witte, 2010
638. Haplochromis cassius Greenwood & Barel, 1978
639. Haplochromis cavifrons (Hilgendorf, 1888)
640. Haplochromis chilotes (Boulenger, 1911)
641. Haplochromis chlorochrous Greenwood & Gee, 1969
642. Haplochromis chromogynos Greenwood, 1959
643. Haplochromis chrysogynaion van Oijen, 1991
644. Haplochromis cinctus Greenwood & Gee, 1969
645. Haplochromis cinereus (Boulenger, 1906)
646. Haplochromis cnester Witte & Witte-Maas, 1981
647. Haplochromis commutabilis Schraml, 2004
648. Haplochromis coprologus Niemantsverdriet & Witte, 2010
649. Haplochromis crassilabris Boulenger, 1906
650. Haplochromis crebridens Snoeks, de Vos, Coenen & Thys van den Audenaerde, 1990
651. Haplochromis crocopeplus Greenwood & Barel, 1978
652. Haplochromis cronus Greenwood, 1959
653. Haplochromis cryptodon Greenwood, 1959
654. Haplochromis cryptogramma 	Greenwood & Gee, 1969
655. Haplochromis cyaneus Seehausen, Bouton & Zwennes, 1998
656. Haplochromis decticostoma Greenwood & Gee, 1969
657. Haplochromis degeni (Boulenger, 1906)
658. Haplochromis dentex Regan, 1922
659. Haplochromis dichrourus 	Regan, 1922
660. Haplochromis diplotaenia 	Regan & Trewavas, 1928
661. Haplochromis dolichorhynchus Greenwood & Gee, 1969
662. Haplochromis dolorosus Trewavas, 1933
663. Haplochromis eduardianus 	(Boulenger, 1914)
664. Haplochromis eduardii Regan, 1921
665. Haplochromis elegans Trewavas, 1933
666. Haplochromis empodisma Greenwood, 1960
667. Haplochromis engystoma Trewavas, 1933
668. Haplochromis erythrocephalus Greenwood & Gee, 1969
669. Haplochromis erythromaculatus De Vos, Snoeks & Thys van den Audenaerde, 1991
670. Haplochromis estor Regan, 1929
671. Haplochromis eutaenia Regan & Trewavas, 1928
672. Haplochromis exspectatus Schraml, 2004
673. Haplochromis fischeri Seegers, 2008
674. Haplochromis flavipinnis (Boulenger, 1906)
675. Haplochromis flavus Seehausen, Zwennes & Lippitsch, 1998
676. Haplochromis fuelleborni (Hilgendorf & Pappenheim, 1903)
677. Haplochromis fuscus Regan, 1925
678. Haplochromis fusiformis 	Greenwood & Gee, 1969
679. Haplochromis gigas (Seehausen & Lippitsch, 1998)
680. Haplochromis gigliolii (Pfeffer, 1896)
681. Haplochromis gilberti Greenwood & Gee, 1969
682. Haplochromis goldschmidti Witte, Westbroek & de Zeeuw, 2013
683. Haplochromis gowersii Trewavas, 1928
684. Haplochromis gracilior Boulenger, 1914
685. Haplochromis granti Boulenger, 1906
686. Haplochromis graueri Boulenger, 1914
687. Haplochromis greenwoodi (Seehausen & Bouton, 1998)
688. Haplochromis guiarti (Pellegrin, 1904)
689. Haplochromis harpakteridion van Oijen, 1991
690. Haplochromis heusinkveldi Witte & Witte-Maas, 1987
691. Haplochromis hiatus Hoogerhoud & Witte, 1981
692. Haplochromis howesi van Oijen, 1992
693. Haplochromis humilior (Boulenger, 1911)
694. Haplochromis humilis (Steindachner, 1866)
695. Haplochromis igneopinnis (Seehausen & Lippitsch, 1998)
696. Haplochromis insidiae Snoeks, 1994
697. Haplochromis iris Hoogerhoud & Witte, 1981
698. Haplochromis ishmaeli Boulenger, 1906
699. Haplochromis kamiranzovu 	Snoeks, Coenen & Thys van den Audenaerde, 1984
700. Haplochromis katavi Seegers, 1996
701. Haplochromis katonga Schraml & Tichy, 2010
702. Haplochromis katunzii ter Huurne & Witte, 2010
703. Haplochromis kujunjui van Oijen, 1991
704. Haplochromis labiatus Trewavas, 1933
705. Haplochromis labriformis (Nichols & La Monte, 1938)
706. Haplochromis lacrimosus (Boulenger, 1906)
707. Haplochromis laparogramma Greenwood & Gee, 1969
708. Haplochromis latifasciatus Regan, 1929
709. Haplochromis limax Trewavas, 1933
710. Haplochromis lividus Greenwood, 1956
711. Haplochromis loati Greenwood, 1971
712. Haplochromis longirostris (Hilgendorf, 1888)
713. Haplochromis luteus (Seehausen & Bouton, 1998)
714. Haplochromis macconneli Greenwood, 1974
715. Haplochromis macrocephalus (Seehausen & Bouton, 1998)
716. Haplochromis macrognathus Regan, 1922
717. Haplochromis macrops (Boulenger, 1911)
718. Haplochromis macropsoides Greenwood, 1973
719. Haplochromis maculipinna (Pellegrin, 1913)
720. Haplochromis mahagiensis David & Poll, 1937
721. Haplochromis maisomei van Oijen, 1991
722. Haplochromis malacophagus Poll & Damas, 1939
723. Haplochromis mandibularis Greenwood, 1962
724. Haplochromis martini (Boulenger, 1906)
725. Haplochromis maxillaris Trewavas, 1928
726. Haplochromis mbipi (Lippitsch & Bouton, 1998)
727. Haplochromis megalops Greenwood & Gee, 1969
728. Haplochromis melanopterus Trewavas, 1928
729. Haplochromis melanopus Regan, 1922
730. Haplochromis melichrous Greenwood & Gee, 1969
731. Haplochromis mentatus Regan, 1925
732. Haplochromis mento Regan, 1922
733. Haplochromis michaeli Trewavas, 1928
734. Haplochromis microchrysomelas Snoeks, 1994
735. Haplochromis microdon (Boulenger, 1906)
736. Haplochromis multiocellatus (Boulenger, 1913)
737. Haplochromis mylergates Greenwood & Barel, 1978
738. Haplochromis mylodon Greenwood, 1973
739. Haplochromis nanoserranus Greenwood & Barel, 1978
740. Haplochromis nigrescens (Pellegrin, 1909)
741. Haplochromis nigricans (Boulenger, 1906)
742. Haplochromis nigripinnis Regan, 1921
743. Haplochromis nigroides (Pellegrin, 1928)
744. Haplochromis niloticus 	Greenwood, 1960
745. Haplochromis nubilus (Boulenger, 1906)
746. Haplochromis nuchisquamulatus (Hilgendorf, 1888)
747. Haplochromis nyanzae Greenwood, 1962
748. Haplochromis nyererei Witte-Maas & Witte, 1985
749. Haplochromis obesus (Boulenger, 1906)
750. Haplochromis obliquidens 	(Hilgendorf, 1888)
751. Haplochromis obtusidens Trewavas, 1928
752. Haplochromis occultidens 	Snoeks, 1988
753. Haplochromis oligolepis 	Lippitsch, 2003
754. Haplochromis olivaceus Snoeks, de Vos, Coenen & Thys van den Audenaerde, 1990
755. Haplochromis omnicaeruleus (Seehausen & Bouton, 1998)
756. Haplochromis oregosoma Greenwood, 1973
757. Haplochromis orthostoma Regan, 1922
758. Haplochromis pachycephalus Greenwood, 1967
759. Haplochromis pallidus (Boulenger, 1911)
760. Haplochromis paludinosus 	(Greenwood, 1980)
761. Haplochromis pancitrinus 	Mietes & Witte, 2010
762. Haplochromis pappenheimi (Boulenger, 1914)
763. Haplochromis paradoxus 	(Lippitsch & Kaufman, 2003)
764. Haplochromis paraguiarti 	Greenwood, 1967
765. Haplochromis paraplagiostoma Greenwood & Gee, 1969
766. Haplochromis paropius Greenwood & Gee, 1969
767. Haplochromis parorthostoma Greenwood, 1967
768. Haplochromis parvidens (Boulenger, 1911)
769. Haplochromis paucidens Regan, 1921
770. Haplochromis pellegrini 	Regan, 1922
771. Haplochromis percoides Boulenger, 1906
772. Haplochromis perrieri (Pellegrin, 1909)
773. Haplochromis petronius Greenwood, 1973
774. Haplochromis pharyngalis Poll & Damas, 1939
775. Haplochromis pharyngomylus Regan, 1929
776. Haplochromis phytophagus Greenwood, 1966
777. Haplochromis piceatus Greenwood & Gee, 1969
778. Haplochromis pitmani Fowler, 1936
779. Haplochromis placodus Poll & Damas, 1939
780. Haplochromis plagiodon Regan & Trewavas, 1928
781. Haplochromis plagiostoma 	Regan, 1922
782. Haplochromis plutonius Greenwood & Barel, 1978
783. Haplochromis prodromus Trewavas, 1935
784. Haplochromis prognathus (Pellegrin, 1904)
785. Haplochromis pseudopellegrini Greenwood, 1967
786. Haplochromis ptistes Greenwood & Barel, 1978
787. Haplochromis pundamilia (Seehausen & Bouton, 1998)
788. Haplochromis pyrrhocephalus Witte & Witte-Maas, 1987
789. Haplochromis pyrrhopteryx 	van Oijen, 1991
790. Haplochromis retrodens (Hilgendorf, 1888)
791. Haplochromis riponianus (Boulenger, 1911)
792. Haplochromis rubescens Snoeks, 1994
793. Haplochromis rubripinnis (Seehausen, Lippitsch & Bouton, 1998)
794. Haplochromis rudolfianus Trewavas, 1933
795. Haplochromis rufocaudalis 	(Seehausen & Bouton, 1998)
796. Haplochromis rufus (Seehausen & Lippitsch, 1998)
797. Haplochromis sauvagei (Pfeffer, 1896)
798. Haplochromis saxicola Greenwood, 1960
799. Haplochromis scheffersi Snoeks, De Vos & Thys van den Audenaerde, 1987
800. Haplochromis schubotzi Boulenger, 1914
801. Haplochromis schubotziellus Greenwood, 1973
802. Haplochromis serranus (Pfeffer, 1896)
803. Haplochromis serridens Regan, 1925
804. Haplochromis simotes (Boulenger, 1911)
805. Haplochromis simpsoni Greenwood, 1965
806. Haplochromis smithii (Castelnau, 1861)
807. Haplochromis snoeksi Wamuini Lunkayilakio & Vreven, 2010
808. Haplochromis spekii (Boulenger, 1906)
809. Haplochromis sphex 	ter Huurne & Witte, 2010
810. Haplochromis squamipinnis 	Regan, 1921
811. Haplochromis squamulatus Regan, 1922
812. Haplochromis sulphureus Greenwood & Barel, 1978
813. Haplochromis tanaos van Oijen & Witte, 1996
814. Haplochromis taurinus Trewavas, 1933
815. Haplochromis teegelaari Greenwood & Barel, 1978
816. Haplochromis teunisrasi Witte & Witte-Maas, 1981
817. Haplochromis theliodon Greenwood, 1960
818. Haplochromis thereuterion van Oijen & Witte, 1996
819. Haplochromis thuragnathus Greenwood, 1967
820. Haplochromis tridens Regan & Trewavas, 1928
821. Haplochromis turkanae Greenwood, 1974
822. Haplochromis tyrianthinus Greenwood & Gee, 1969
823. Haplochromis ushindi Van Oijen, 2004
824. Haplochromis vanoijeni de Zeeuw & Witte, 2010
825. Haplochromis velifer Trewavas, 1933
826. Haplochromis venator Greenwood, 1965
827. Haplochromis vicarius Trewavas, 1933
828. Haplochromis victoriae (Greenwood, 1956)
829. Haplochromis victorianus (Pellegrin, 1904)
830. Haplochromis vittatus (Boulenger, 1901)
831. Haplochromis vonlinnei van Oijen & de Zeeuw, 2008
832. Haplochromis welcommei Greenwood, 1966
833. Haplochromis worthingtoni Regan, 1929
834. Haplochromis xanthopteryx (Seehausen & Bouton, 1998)
835. Haplochromis xenognathus Greenwood, 1957
836. Haplochromis xenostoma Regan, 1922
837. Haplotaxodon microlepis Boulenger, 1906
838. Haplotaxodon trifasciatus Takahashi & Nakaya, 1999
839. Hemibates stenosoma (Boulenger, 1901)
840. Hemichromis angolensis Steindachner, 1865
841. Hemichromis bimaculatus Gill, 1862
842. Hemichromis cerasogaster (Boulenger, 1899)
843. Hemichromis elongatus (Guichenot, 1861)
844. Hemichromis exsul (Trewavas, 1933)
845. Hemichromis fasciatus Peters, 1857
846. Hemichromis frempongi Loiselle, 1979
847. Hemichromis guttatus Günther, 1862
848. Hemichromis letourneuxi Sauvage, 1880
849. Hemichromis lifalili Loiselle, 1979
850. Hemichromis stellifer Loiselle, 1979
851. Hemitaeniochromis brachyrhynchus Oliver, 2012
852. Hemitaeniochromis urotaenia (Regan, 1922)
853. Hemitilapia oxyrhyncha Boulenger, 1902
854. Herichthys bartoni (Bean, 1892)
855. Herichthys carpintis (Jordan & Snyder, 1899)
856. Herichthys cyanoguttatus 	Baird & Girard, 1854
857. Herichthys deppii (Heckel, 1840)
858. Herichthys labridens (Pellegrin, 1903)
859. Herichthys minckleyi (Kornfield & Taylor, 1983)
860. Herichthys pantostictus (Taylor & Miller, 1983)
861. Herichthys steindachneri (Jordan & Snyder, 1899)
862. Herichthys tamasopoensis Artigas Azas, 1993
863. Heroina isonycterina Kullander, 1996
864. Heros efasciatus Heckel, 1840
865. Heros notatus (Jardine, 1843)
866. Heros severus Heckel, 1840
867. Heros spurius Heckel, 1840
868. Heterochromis multidens (Pellegrin, 1900)
869. Hoplarchus psittacus (Heckel, 1840)
870. Hypselecara coryphaenoides (Heckel, 1840)
871. Hypselecara temporalis (Günther, 1862)
872. Hypsophrys nematopus (Günther, 1867)
873. Hypsophrys nicaraguensis 	(Günther, 1864)
874. Interochromis loocki (Poll, 1949)
875. Iodotropheus declivitas Stauffer, 1994
876. Iodotropheus sprengerae Oliver & Loiselle, 1972
877. Iodotropheus stuartgranti Konings, 1990
878. Iranocichla hormuzensis Coad, 1982
879. Julidochromis dickfeldi 	Staeck, 1975
880. Julidochromis marlieri Poll, 1956
881. Julidochromis ornatus Boulenger, 1898
882. Julidochromis regani Poll, 1942
883. Julidochromis transcriptus 	Matthes, 1959
884. Katria katria (Reinthal & Stiassny, 1997)
885. Konia dikume Trewavas, 1972 	Dikume
886. Konia eisentrauti 	(Trewavas, 1962)
887. Krobia guianensis (Regan, 1905)
888. Krobia itanyi (Puyo, 1943)
889. Krobia petitella Steele, Liverpool & López-Fernández, 2013
890. Krobia xinguensis Kullander, 2012
891. Labeotropheus fuelleborni Ahl, 1926
892. Labeotropheus trewavasae Fryer, 1956
893. Labidochromis caeruleus Fryer, 1956
894. Labidochromis chisumulae Lewis, 1982
895. Labidochromis flavigulis 	Lewis, 1982
896. Labidochromis freibergi Johnson, 1974
897. Labidochromis gigas Lewis, 1982
898. Labidochromis heterodon Lewis, 1982
899. Labidochromis ianthinus Lewis, 1982
900. Labidochromis lividus Lewis, 1982
901. Labidochromis maculicauda Lewis, 1982
902. Labidochromis mathotho Burgess & Axelrod, 1976
903. Labidochromis mbenjii Lewis, 1982
904. Labidochromis mylodon Lewis, 1982
905. Labidochromis pallidus Lewis, 1982
906. Labidochromis shiranus Lewis, 1982
907. Labidochromis strigatus Lewis, 1982
908. Labidochromis textilis Oliver, 1975
909. Labidochromis vellicans Trewavas, 1935
910. Labidochromis zebroides Lewis, 1982
911. Laetacara araguaiae Ottoni & Costa, 2009
912. Laetacara curviceps (Ahl, 1923)
913. Laetacara dorsigera (Heckel, 1840)
914. Laetacara flamannellus Ottoni, Bragança, Amorim & Gama, 2012
915. Laetacara flavilabris (Cope, 1870)
916. Laetacara fulvipinnis Staeck & Schindler, 2007
917. Laetacara thayeri (Steindachner, 1875)
918. Lamprologus callipterus Boulenger, 1906
919. Lamprologus congoensis Schilthuis, 1891
920. Lamprologus finalimus Nichols & La Monte, 1931
921. Lamprologus kungweensis Poll, 1956
922. Lamprologus laparogramma 	Bills & Ribbink, 1997
923. Lamprologus lemairii Boulenger, 1899
924. Lamprologus lethops Roberts & Stewart, 1976
925. Lamprologus meleagris Büscher, 1991
926. Lamprologus mocquardi Pellegrin, 1903
927. Lamprologus ocellatus (Steindachner, 1909)
928. Lamprologus ornatipinnis Poll, 1949
929. Lamprologus signatus Poll, 1952
930. Lamprologus speciosus Büscher, 1991
931. Lamprologus stappersi Pellegrin, 1927
932. Lamprologus symoensi Poll, 1976
933. Lamprologus teugelsi Schelly & Stiassny, 2004
934. Lamprologus tigripictilis Schelly & Stiassny, 2004
935. Lamprologus tumbanus Boulenger, 1899
936. Lamprologus werneri Poll, 1959
937. Lepidiolamprologus attenuatus (Steindachner, 1909)
938. Lepidiolamprologus cunningtoni (Boulenger, 1906)
939. Lepidiolamprologus elongatus (Boulenger, 1898)
940. Lepidiolamprologus kamambae Kullander, Karlsson & Karlsson, 2012
941. Lepidiolamprologus kendalli (Poll & Stewart, 1977)
942. Lepidiolamprologus mimicus Schelly, Takahashi, Bills & Hori, 2007
943. Lepidiolamprologus profundicola (Poll, 1949)
944. Lestradea perspicax Poll, 1943
945. Lestradea stappersii (Poll, 1943)
946. Lethrinops albus Regan, 1922
947. Lethrinops altus 	Trewavas, 1931
948. Lethrinops argenteus Ahl, 1926
949. Lethrinops auritus (Regan, 1922)
950. Lethrinops christyi Trewavas, 1931
951. Lethrinops furcifer Trewavas, 1931
952. Lethrinops gossei Burgess & Axelrod, 1973
953. Lethrinops leptodon Regan, 1922
954. Lethrinops lethrinus (Günther, 1894)
955. Lethrinops longimanus Trewavas, 1931
956. Lethrinops longipinnis Eccles & Lewis, 1978
957. Lethrinops lunaris 	Trewavas, 1931
958. Lethrinops macracanthus Trewavas, 1931
959. Lethrinops macrochir (Regan, 1922)
960. Lethrinops macrophthalmus (Boulenger, 1908)
961. Lethrinops marginatus Ahl, 1926
962. Lethrinops micrentodon (Regan, 1922)
963. Lethrinops microdon Eccles & Lewis, 1977
964. Lethrinops microstoma Trewavas, 1931
965. Lethrinops mylodon 	Eccles & Lewis, 1979
966. Lethrinops oculatus Trewavas, 1931
967. Lethrinops parvidens Trewavas, 1931
968. Lethrinops stridei 	Eccles & Lewis, 1977
969. Lethrinops turneri Ngatunga & Snoeks, 2003
970. Lichnochromis acuticeps 	Trewavas, 1935
971. Limbochromis robertsi (Thys van den Audenaerde & Loiselle, 1971)
972. Limnochromis abeelei Poll, 1949
973. Limnochromis auritus (Boulenger, 1901)
974. Limnochromis staneri Poll, 1949
975. Limnotilapia dardennii (Boulenger, 1899)
976. Lobochilotes labiatus (Boulenger, 1898)
977. Maylandia aurora (Burgess, 1976)
978. Maylandia barlowi (Mckaye & Stauffer, 1986)
979. Maylandia benetos 	(Stauffer, Bowers, Kellogg & McKaye, 1997)
980. Maylandia callainos (Stauffer & Hert, 1992)
981. Maylandia chrysomallos (Stauffer, Bowers, Kellogg & McKaye, 1997)
982. Maylandia cyneusmarginata (Stauffer, Bowers, Kellogg & McKaye, 1997)
983. Maylandia elegans (Trewavas, 1935)
984. Maylandia emmiltos 	(Stauffer, Bowers, Kellogg & McKaye, 1997)
985. Maylandia estherae 	(Konings, 1995)
986. Maylandia flavifemina (Konings & Stauffer, 2006)
987. Maylandia glaucos (Ciccotto, Konings & Stauffer, 2011)
988. Maylandia greshakei (Meyer & Förster, 1984)
989. Maylandia hajomaylandi (Meyer & Schartl, 1984)
990. Maylandia heteropicta (Staeck, 1980)
991. Maylandia lanisticola (Burgess, 1976)
992. Maylandia livingstonii (Boulenger, 1899)
993. Maylandia lombardoi (Burgess, 1977)
994. Maylandia mbenjii (Stauffer, Bowers, Kellogg & McKaye, 1997)
995. Maylandia melabranchion (Stauffer, Bowers, Kellogg & McKaye, 1997)
996. Maylandia mossambica (Ciccotto, Konings & Stauffer, 2011)
997. Maylandia nkhunguensis (Ciccotto, Konings & Stauffer, 2011)
998. Maylandia phaeos (Stauffer, Bowers, Kellogg & McKaye, 1997)
999. Maylandia pursa (Stauffer, 1991)
1000. Maylandia pyrsonotos (Stauffer, Bowers, Kellogg & McKaye, 1997)
1001. Maylandia sandaracinos (Stauffer, Bowers, Kellogg & McKaye, 1997)
1002. Maylandia sciasma (Ciccotto, Konings & Stauffer, 2011)
1003. Maylandia thapsinogen (Stauffer, Bowers, Kellogg & McKaye, 1997)
1004. Maylandia xanstomachus (Stauffer & Boltz, 1989)
1005. Maylandia xanthos (Ciccotto, Konings & Stauffer, 2011)
1006. Maylandia zebra (Boulenger, 1899)
1007. Mazarunia charadrica López-Fernández, Taphorn B. & Liverpool, 2012
1008. Mazarunia mazarunii Kullander, 1990
1009. Mazarunia pala López-Fernández, Taphorn B. & Liverpool, 2012
1010. Mchenga conophoros (Stauffer, LoVullo & McKaye, 1993)
1011. Mchenga cyclicos (Stauffer, LoVullo & McKaye, 1993)
1012. Mchenga eucinostomus (Regan, 1922)
1013. Mchenga flavimanus 	(Iles, 1960)
1014. Mchenga inornata (Boulenger, 1908)
1015. Mchenga thinos (Stauffer, LoVullo & McKaye, 1993)
1016. Melanochromis auratus (Boulenger, 1897)
1017. Melanochromis baliodigma Bowers & Stauffer, 1997
1018. Melanochromis chipokae Johnson, 1975
1019. Melanochromis dialeptos Bowers & Stauffer, 1997
1020. Melanochromis heterochromis Bowers & Stauffer, 1993
1021. Melanochromis kaskazini Konings-Dudin, Konings & Stauffer, 2009
1022. Melanochromis lepidiadaptes Bowers & Stauffer, 1997
1023. Melanochromis loriae Johnson, 1975
1024. Melanochromis melanopterus 	Trewavas, 1935
1025. Melanochromis mossambiquensis Konings-Dudin, Konings & Stauffer, 2009
1026. Melanochromis mpoto Konings & Stauffer, 2012
1027. Melanochromis robustus Johnson, 1985
1028. Melanochromis simulans Eccles, 1973
1029. Melanochromis vermivorus Trewavas, 1935
1030. Melanochromis wochepa Konings-Dudin, Konings & Stauffer, 2009
1031. Mesonauta acora (Castelnau, 1855)
1032. Mesonauta egregius Kullander & Silfvergrip, 1991
1033. Mesonauta festivus 	(Heckel, 1840)
1034. Mesonauta guyanae 	Schindler, 1998
1035. Mesonauta insignis 	(Heckel, 1840)
1036. Mesonauta mirificus Kullander & Silfvergrip, 1991
1037. Microchromis aurifrons 	Tawil, 2011
1038. Microchromis zebroides Johnson, 1975
1039. Mikrogeophagus altispinosus (Haseman, 1911)
1040. Mikrogeophagus ramirezi (Myers & Harry, 1948)
1041. Myaka myaka Trewavas, 1972
1042. Mylochromis anaphyrmus (Burgess & Axelrod, 1973)
1043. Mylochromis balteatus (Trewavas, 1935)
1044. Mylochromis chekopae Turner & Howarth, 2001
1045. Mylochromis ensatus Turner & Howarth, 2001
1046. Mylochromis epichorialis (Trewavas, 1935)
1047. Mylochromis ericotaenia (Regan, 1922)
1048. Mylochromis formosus (Trewavas, 1935)
1049. Mylochromis gracilis (Trewavas, 1935)
1050. Mylochromis guentheri (Regan, 1922)
1051. Mylochromis incola (Trewavas, 1935)
1052. Mylochromis labidodon (Trewavas, 1935)
1053. Mylochromis lateristriga (Günther, 1864)
1054. Mylochromis melanonotus (Regan, 1922)
1055. Mylochromis melanotaenia (Regan, 1922)
1056. Mylochromis mola (Trewavas, 1935)
1057. Mylochromis mollis 	(Trewavas, 1935)
1058. Mylochromis obtusus (Trewavas, 1935)
1059. Mylochromis plagiotaenia (Regan, 1922)
1060. Mylochromis semipalatus (Trewavas, 1935)
1061. Mylochromis sphaerodon (Regan, 1922)
1062. Mylochromis spilostichus (Trewavas, 1935)
1063. Naevochromis chrysogaster (Trewavas, 1935)
1064. Nandopsis haitiensis (Tee-Van, 1935)
1065. Nandopsis ramsdeni 	(Fowler, 1938)
1066. Nandopsis tetracanthus (Valenciennes, 1831)
1067. Nannacara adoketa Kullander & Prada-Pedreros, 1993
1068. Nannacara anomala Regan, 1905
1069. Nannacara aureocephalus Allgayer, 1983
1070. Nannacara bimaculata Eigenmann, 1912
1071. Nannacara quadrispinae Staeck & Schindler, 2004
1072. Nannacara taenia Regan, 1912
1073. Nanochromis consortus Roberts & Stewart, 1976
1074. Nanochromis minor Roberts & Stewart, 1976
1075. Nanochromis nudiceps (Boulenger, 1899)
1076. Nanochromis parilus Roberts & Stewart, 1976
1077. Nanochromis splendens Roberts & Stewart, 1976
1078. Nanochromis teugelsi Lamboj & Schelly, 2006
1079. Nanochromis transvestitus Stewart & Roberts, 1984
1080. Nanochromis wickleri Schliewen & Stiassny, 2006
1081. Neolamprologus bifasciatus Büscher, 1993
1082. Neolamprologus boulengeri (Steindachner, 1909)
1083. Neolamprologus brevis (Boulenger, 1899)
1084. Neolamprologus brichardi (Poll, 1974)
1085. Neolamprologus buescheri (Staeck, 1983)
1086. Neolamprologus cancellatus 	Aibara, Takahashi & Nakaya, 2005
1087. Neolamprologus caudopunctatus (Poll, 1978)
1088. Neolamprologus chitamwebwai Verburg & Bills, 2007
1089. Neolamprologus christyi (Trewavas & Poll, 1952)
1090. Neolamprologus crassus (Brichard, 1989)
1091. Neolamprologus cylindricus 	Staeck & Seegers, 1986
1092. Neolamprologus devosi Schelly, Stiassny & Seegers, 2003
1093. Neolamprologus falcicula (Brichard, 1989)
1094. Neolamprologus fasciatus (Boulenger, 1898)
1095. Neolamprologus furcifer (Boulenger, 1898)
1096. Neolamprologus gracilis (Brichard, 1989)
1097. Neolamprologus hecqui (Boulenger, 1899)
1098. Neolamprologus helianthus Büscher, 1997
1099. Neolamprologus leleupi (Poll, 1956)
1100. Neolamprologus leloupi (Poll, 1948)
1101. Neolamprologus longicaudatus Nakaya & Gashagaza, 1995
1102. Neolamprologus longior (Staeck, 1980)
1103. Neolamprologus marunguensis Büscher, 1989
1104. Neolamprologus meeli (Poll, 1948)
1105. Neolamprologus modestus 	(Boulenger, 1898)
1106. Neolamprologus mondabu (Boulenger, 1906)
1107. Neolamprologus multifasciatus (Boulenger, 1906)
1108. Neolamprologus mustax (Poll, 1978)
1109. Neolamprologus niger (Poll, 1956)
1110. Neolamprologus nigriventris Büscher, 1992
1111. Neolamprologus obscurus (Poll, 1978)
1112. Neolamprologus olivaceous (Brichard, 1989)
1113. Neolamprologus pectoralis Büscher, 1991
1114. Neolamprologus petricola (Poll, 1949)
1115. Neolamprologus pleuromaculatus (Trewavas & Poll, 1952)
1116. Neolamprologus prochilus (Bailey & Stewart, 1977)
1117. Neolamprologus pulcher (Trewavas & Poll, 1952)
1118. Neolamprologus savoryi (Poll, 1949)
1119. Neolamprologus schreyeni (Poll, 1974)
1120. Neolamprologus sexfasciatus (Trewavas & Poll, 1952)
1121. Neolamprologus similis Büscher, 1992
1122. Neolamprologus splendens (Brichard, 1989)
1123. Neolamprologus tetracanthus (Boulenger, 1899)
1124. Neolamprologus toae (Poll, 1949)
1125. Neolamprologus tretocephalus (Boulenger, 1899)
1126. Neolamprologus variostigma 	Büscher, 1995
1127. Neolamprologus ventralis 	Büscher, 1995
1128. Neolamprologus walteri Verburg & Bills, 2007
1129. Neolamprologus wauthioni (Poll, 1949)
1130. Nimbochromis fuscotaeniatus (Regan, 1922)
1131. Nimbochromis linni 	(Burgess & Axelrod, 1975)
1132. Nimbochromis livingstonii (Günther, 1894)
1133. Nimbochromis polystigma (Regan, 1922)
1134. Nimbochromis venustus (Boulenger, 1908)
1135. Nyassachromis boadzulu (Iles, 1960)
1136. Nyassachromis breviceps (Regan, 1922)
1137. Nyassachromis leuciscus (Regan, 1922)
1138. Nyassachromis microcephalus (Trewavas, 1935)
1139. Nyassachromis nigritaeniatus (Trewavas, 1935)
1140. Nyassachromis prostoma (Trewavas, 1935)
1141. Nyassachromis purpurans (Trewavas, 1935)
1142. Nyassachromis serenus (Trewavas, 1935)
1143. Ophthalmotilapia boops (Boulenger, 1901)
1144. Ophthalmotilapia heterodonta (Poll & Matthes, 1962)
1145. Ophthalmotilapia nasuta (Poll & Matthes, 1962)
1146. Ophthalmotilapia ventralis (Boulenger, 1898)
1147. Oreochromis amphimelas (Hilgendorf, 1905)
1148. Oreochromis andersonii (Castelnau, 1861)
1149. Oreochromis angolensis (Trewavas, 1973)
1150. Oreochromis aureus 	(Steindachner, 1864)
1151. Oreochromis chungruruensis 	(Ahl, 1924)
1152. Oreochromis esculentus (Graham, 1928)
1153. Oreochromis hunteri Günther, 1889
1154. Oreochromis ismailiaensis 	Mekkawy, 1995
1155. Oreochromis jipe (Lowe, 1955)
1156. Oreochromis karomo 	(Poll, 1948)
1157. Oreochromis karongae (Trewavas, 1941)
1158. Oreochromis korogwe (Lowe, 1955)
1159. Oreochromis lepidurus (Boulenger, 1899)
1160. Oreochromis leucostictus (Trewavas, 1933)
1161. Oreochromis lidole (Trewavas, 1941)
1162. Oreochromis macrochir (Boulenger, 1912)
1163. Oreochromis mortimeri (Trewavas, 1966)
1164. Oreochromis mossambicus 	(Peters, 1852)
1165. Oreochromis mweruensis Trewavas, 1983
1166. Oreochromis niloticus (Linnaeus, 1758)
1167. Oreochromis placidus (Trewavas, 1941)
1168. Oreochromis rukwaensis (Hilgendorf & Pappenheim, 1903)
1169. Oreochromis saka 	(Lowe, 1953)
1170. Oreochromis salinicola (Poll, 1948)
1171. Oreochromis schwebischi (Sauvage, 1884)
1172. Oreochromis shiranus Boulenger, 1897
1173. Oreochromis spilurus (Günther, 1894)
1174. Oreochromis squamipinnis (Günther, 1864)
1175. Oreochromis tanganicae 	(Günther, 1894)
1176. Oreochromis upembae (Thys van den Audenaerde, 1964)
1177. Oreochromis urolepis (Norman, 1922) 	Wami tilapia
1178. Oreochromis variabilis 	(Boulenger, 1906)
1179. Orthochromis kalungwishiensis 	(Greenwood & Kullander, 1994)
1180. Orthochromis kasuluensis 	De Vos & Seegers, 1998
1181. Orthochromis luichensis De Vos & Seegers, 1998
1182. Orthochromis luongoensis (Greenwood & Kullander, 1994)
1183. Orthochromis machadoi (Poll, 1967)
1184. Orthochromis malagaraziensis (David, 1937)
1185. Orthochromis mazimeroensis De Vos & Seegers, 1998
1186. Orthochromis mosoensis De Vos & Seegers, 1998
1187. Orthochromis polyacanthus (Boulenger, 1899)
1188. Orthochromis rubrolabialis De Vos & Seegers, 1998
1189. Orthochromis rugufuensis De Vos & Seegers, 1998
1190. Orthochromis stormsi (Boulenger, 1902)
1191. Orthochromis torrenticola (Thys van den Audenaerde, 1963)
1192. Orthochromis uvinzae De Vos & Seegers, 1998
1193. Otopharynx antron Cleaver, Konings & Stauffer, 2009
1194. Otopharynx argyrosoma (Regan, 1922)
1195. Otopharynx auromarginatus (Boulenger, 1908)
1196. Otopharynx brooksi Oliver, 1989
1197. Otopharynx decorus (Trewavas, 1935)
1198. Otopharynx heterodon (Trewavas, 1935)
1199. Otopharynx lithobates Oliver, 1989
1200. Otopharynx ovatus (Trewavas, 1935)
1201. Otopharynx pachycheilus 	Arnegard & Snoeks, 2001
1202. Otopharynx selenurus Regan, 1922
1203. Otopharynx speciosus (Trewavas, 1935)
1204. Otopharynx spelaeotes Cleaver, Konings & Stauffer, 2009
1205. Otopharynx tetraspilus (Trewavas, 1935)
1206. Otopharynx tetrastigma 	(Günther, 1894)
1207. Oxylapia polli Kiener &  Maugé, 1966
1208. Pallidochromis tokolosh 	Turner, 1994
1209. Parachromis dovii (Günther, 1864)
1210. Parachromis friedrichsthalii (Heckel, 1840)
1211. Parachromis loisellei (Bussing, 1989)
1212. Parachromis managuensis (Günther, 1867)
1213. Parachromis motaguensis (Günther, 1867)
1214. Paracyprichromis brieni (Poll, 1981)
1215. Paracyprichromis nigripinnis (Boulenger, 1901)
1216. Parananochromis axelrodi 	Lamboj & Stiassny, 2003
1217. Parananochromis brevirostris Lamboj & Stiassny, 2003
1218. Parananochromis caudifasciatus 	(Boulenger, 1913)
1219. Parananochromis gabonicus (Trewavas, 1975)
1220. Parananochromis longirostris (Boulenger, 1903)
1221. Parananochromis ornatus 	Lamboj & Stiassny, 2003
1222. Paraneetroplus argenteus 	(Allgayer, 1991)
1223. Paraneetroplus bifasciatus (Steindachner, 1864)
1224. Paraneetroplus breidohri 	(Werner & Stawikowski, 1987)
1225. Paraneetroplus bulleri Regan, 1905
1226. Paraneetroplus fenestratus (Günther, 1860)
1227. Paraneetroplus gibbiceps (Steindachner, 1864)
1228. Paraneetroplus guttulatus (Günther, 1864)
1229. Paraneetroplus hartwegi (Taylor & Miller, 1980)
1230. Paraneetroplus maculicauda (Regan, 1905)
1231. Paraneetroplus melanurus (Günther, 1862)
1232. Paraneetroplus nebuliferus (Günther, 1860)
1233. Paraneetroplus regani (Miller, 1974)
1234. Paraneetroplus synspilus 	(Hubbs, 1935)
1235. Paraneetroplus zonatus (Meek, 1905)
1236. Paratilapia polleni Bleeker, 1868
1237. Paratilapia toddi Boulenger, 1905
1238. Paretroplus dambabe Sparks, 2002
1239. Paretroplus damii Bleeker, 1868
1240. Paretroplus gymnopreopercularis Sparks, 2008
1241. Paretroplus kieneri Arnoult, 1960
1242. Paretroplus lamenabe Sparks, 2008
1243. Paretroplus loisellei Sparks & Schelly, 2011
1244. Paretroplus maculatus Kiener &  Maugé, 1966
1245. Paretroplus maromandia Sparks & Reinthal, 1999
1246. Paretroplus menarambo Allgayer, 1996
1247. Paretroplus nourissati (Allgayer, 1998)
1248. Paretroplus petiti Pellegrin, 1929
1249. Paretroplus polyactis Bleeker, 1878
1250. Paretroplus tsimoly Stiassny, Chakrabarty & Loiselle, 2001
1251. Pelmatochromis buettikoferi (Steindachner, 1894)
1252. Pelmatochromis nigrofasciatus 	(Pellegrin, 1900)
1253. Pelmatochromis ocellifer 	Boulenger, 1899
1254. Pelvicachromis humilis (Boulenger, 1916)
1255. Pelvicachromis pulcher (Boulenger, 1901)
1256. Pelvicachromis roloffi 	(Thys van den Audenaerde, 1968)
1257. Pelvicachromis rubrolabiatus Lamboj, 2004
1258. Pelvicachromis signatus 	Lamboj, 2004
1259. Pelvicachromis silviae Lamboj, 2013
1260. Pelvicachromis subocellatus (Günther, 1872)
1261. Pelvicachromis taeniatus 	(Boulenger, 1901)
1262. Perissodus eccentricus 	Liem & Stewart, 1976
1263. Perissodus microlepis Boulenger, 1898
1264. Petenia splendida Günther, 1862
1265. Petrochromis ephippium Brichard, 1989
1266. Petrochromis famula Matthes & Trewavas, 1960
1267. Petrochromis fasciolatus 	Boulenger, 1914
1268. Petrochromis macrognathus Yamaoka, 1983
1269. Petrochromis orthognathus Matthes, 1959
1270. Petrochromis polyodon Boulenger, 1898
1271. Petrochromis trewavasae 	Poll, 1948
1272. Petrotilapia chrysos Stauffer & van Snik, 1996
1273. Petrotilapia flaviventris Lundeba, Stauffer & Konings, 2011
1274. Petrotilapia genalutea Marsh, 1983
1275. Petrotilapia microgalana 	Ruffing, Lambert & Stauffer, 2006
1276. Petrotilapia mumboensis Lundeba, Stauffer & Konings, 2011
1277. Petrotilapia nigra Marsh, 1983
1278. Petrotilapia palingnathos Lundeba, Stauffer & Konings, 2011
1279. Petrotilapia pyroscelos Lundeba, Stauffer & Konings, 2011
1280. Petrotilapia tridentiger 	Trewavas, 1935
1281. Petrotilapia xanthos Lundeba, Stauffer & Konings, 2011
1282. Pharyngochromis acuticeps (Steindachner, 1866)
1283. Pharyngochromis darlingi (Boulenger, 1911)
1284. Placidochromis acuticeps Hanssens, 2004
1285. Placidochromis acutirostris Hanssens, 2004
1286. Placidochromis argyrogaster Hanssens, 2004
1287. Placidochromis boops Hanssens, 2004
1288. Placidochromis borealis 	Hanssens, 2004
1289. Placidochromis chilolae 	Hanssens, 2004
1290. Placidochromis communis 	Hanssens, 2004
1291. Placidochromis domirae 	Hanssens, 2004
1292. Placidochromis ecclesi Hanssens, 2004
1293. Placidochromis electra (Burgess, 1979)
1294. Placidochromis elongatus 	Hanssens, 2004
1295. Placidochromis fuscus Hanssens, 2004
1296. Placidochromis hennydaviesae (Burgess & Axelrod, 1973)
1297. Placidochromis intermedius Hanssens, 2004
1298. Placidochromis johnstoni (Günther, 1894)
1299. Placidochromis koningsi Hanssens, 2004
1300. Placidochromis lineatus Hanssens, 2004
1301. Placidochromis longimanus (Trewavas, 1935)
1302. Placidochromis longirostris Hanssens, 2004
1303. Placidochromis longus Hanssens, 2004
1304. Placidochromis lukomae Hanssens, 2004
1305. Placidochromis macroceps Hanssens, 2004
1306. Placidochromis macrognathus Hanssens, 2004
1307. Placidochromis mbunoides 	Hanssens, 2004
1308. Placidochromis milomo Oliver, 1989
1309. Placidochromis minor Hanssens, 2004
1310. Placidochromis minutus 	Hanssens, 2004
1311. Placidochromis msakae Hanssens, 2004
1312. Placidochromis nigribarbis Hanssens, 2004
1313. Placidochromis nkhatae Hanssens, 2004
1314. Placidochromis nkhotakotae Hanssens, 2004
1315. Placidochromis obscurus Hanssens, 2004
1316. Placidochromis ordinarius Hanssens, 2004
1317. Placidochromis orthognathus Hanssens, 2004
1318. Placidochromis pallidus Hanssens, 2004
1319. Placidochromis phenochilus (Trewavas, 1935)
1320. Placidochromis platyrhynchos Hanssens, 2004
1321. Placidochromis polli (Burgess & Axelrod, 1973)
1322. Placidochromis rotundifrons Hanssens, 2004
1323. Placidochromis subocularis (Günther, 1894)
1324. Placidochromis trewavasae Hanssens, 2004
1325. Placidochromis turneri Hanssens, 2004
1326. Placidochromis vulgaris 	Hanssens, 2004
1327. Plecodus elaviae 	Poll, 1949
1328. Plecodus multidentatus Poll, 1952
1329. Plecodus paradoxus Boulenger, 1898
1330. Plecodus straeleni Poll, 1948
1331. Protomelas annectens (Regan, 1922)
1332. Protomelas dejunctus Stauffer, 1993
1333. Protomelas fenestratus (Trewavas, 1935)
1334. Protomelas insignis (Trewavas, 1935)
1335. Protomelas kirkii (Günther, 1894)
1336. Protomelas labridens (Trewavas, 1935)
1337. Protomelas macrodon Eccles, 1989
1338. Protomelas marginatus (Trewavas, 1935)
1339. Protomelas pleurotaenia 	(Boulenger, 1901)
1340. Protomelas similis (Regan, 1922)
1341. Protomelas spilonotus (Trewavas, 1935)
1342. Protomelas spilopterus (Trewavas, 1935)
1343. Protomelas taeniolatus (Trewavas, 1935)
1344. Protomelas triaenodon (Trewavas, 1935)
1345. Protomelas virgatus (Trewavas, 1935)
1346. Pseudocrenilabrus multicolor (Schöller, 1903)
1347. Pseudocrenilabrus nicholsi (Pellegrin, 1928)
1348. Pseudocrenilabrus philander (Weber, 1897)
1349. Pseudosimochromis curvifrons (Poll, 1942)
1350. Pseudotropheus ater Stauffer, 1988
1351. Pseudotropheus benetos (Bowers & Stauffer, 1997)
1352. Pseudotropheus brevis (Trewavas, 1935)
1353. Pseudotropheus crabro (Ribbink & Lewis, 1982)
1354. Pseudotropheus cyaneorhabdos (Bowers & Stauffer, 1997)
1355. Pseudotropheus cyaneus Stauffer, 1988
1356. Pseudotropheus demasoni 	Konings, 1994
1357. Pseudotropheus elongatus Fryer, 1956
1358. Pseudotropheus fainzilberi Staeck, 1976
1359. Pseudotropheus flavus Stauffer, 1988
1360. Pseudotropheus fuscoides 	Fryer, 1956
1361. Pseudotropheus fuscus Trewavas, 1935
1362. Pseudotropheus galanos Stauffer & Kellogg, 2002
1363. Pseudotropheus interruptus (Johnson, 1975)
1364. Pseudotropheus joanjohnsonae (Johnson, 1974)
1365. Pseudotropheus johannii 	Eccles, 1973
1366. Pseudotropheus longior Seegers, 1996
1367. Pseudotropheus minutus Fryer, 1956
1368. Pseudotropheus perileucos (Bowers & Stauffer, 1997)
1369. Pseudotropheus perspicax (Trewavas, 1935)
1370. Pseudotropheus purpuratus Johnson, 1976
1371. Pseudotropheus saulosi 	Konings, 1990
1372. Pseudotropheus socolofi Johnson, 1974
1373. Pseudotropheus tursiops Burgess & Axelrod, 1975
1374. Pseudotropheus williamsi 	(Günther, 1894)
1375. Pterochromis congicus (Boulenger, 1897)
1376. Pterophyllum altum Pellegrin, 1903
1377. Pterophyllum leopoldi (Gosse, 1963)
1378. Pterophyllum scalare (Schultze, 1823)
1379. Ptychochromis curvidens Stiassny & Sparks, 2006
1380. Ptychochromis ernestmagnusi Sparks & Stiassny, 2010
1381. Ptychochromis grandidieri Sauvage, 1882
1382. Ptychochromis inornatus 	Sparks, 2002
1383. Ptychochromis insolitus 	Stiassny & Sparks, 2006
1384. Ptychochromis loisellei Stiassny & Sparks, 2006
1385. Ptychochromis makira Stiassny & Sparks, 2006
1386. Ptychochromis oligacanthus (Bleeker, 1868)
1387. Ptychochromis onilahy 	Stiassny & Sparks, 2006
1388. Ptychochromoides betsileanus (Boulenger, 1899)
1389. Ptychochromoides itasy Sparks, 2004
1390. Ptychochromoides vondrozo Sparks & Reinthal, 2001
1391. Pungu maclareni (Trewavas, 1962)
1392. Reganochromis calliurus (Boulenger, 1901)
1393. Retroculus lapidifer (Castelnau, 1855)
1394. Retroculus septentrionalis 	Gosse, 1971
1395. Retroculus xinguensis Gosse, 1971
1396. Rhamphochromis esox (Boulenger, 1908)
1397. Rhamphochromis ferox Regan, 1922
1398. Rhamphochromis longiceps 	(Günther, 1864)
1399. Rhamphochromis lucius Ahl, 1926
1400. Rhamphochromis macrophthalmus Regan, 1922
1401. Rhamphochromis woodi Regan, 1922
1402. Rocio gemmata Contreras-Balderas & Schmitter-Soto, 2007
1403. Rocio ocotal Schmitter-Soto, 2007
1404. Rocio octofasciata (Regan, 1903)
1405. Sargochromis carlottae (Boulenger, 1905)
1406. Sargochromis codringtonii (Boulenger, 1908)
1407. Sargochromis coulteri (Bell-Cross, 1975)
1408. Sargochromis giardi (Pellegrin, 1903)
1409. Sargochromis greenwoodi 	(Bell-Cross, 1975)
1410. Sargochromis mellandi (Boulenger, 1905)
1411. Sargochromis mortimeri (Bell-Cross, 1975)
1412. Sargochromis thysi (Poll, 1967)
1413. Sarotherodon caroli (Holly, 1930)
1414. Sarotherodon caudomarginatus (Boulenger, 1916)
1415. Sarotherodon galilaeus (Linnaeus, 1758)
1416. Sarotherodon knauerae Neumann, Stiassny & Schliewen, 2011
1417. Sarotherodon lamprechti Neumann, Stiassny & Schliewen, 2011
1418. Sarotherodon linnellii (Lönnberg, 1903)
1419. Sarotherodon lohbergeri 	(Holly, 1930)
1420. Sarotherodon melanotheron Rüppell, 1852
1421. Sarotherodon mvogoi (Thys van den Audenaerde, 1965)
1422. Sarotherodon nigripinnis 	(Guichenot, 1861)
1423. Sarotherodon occidentalis (Daget, 1962)
1424. Sarotherodon steinbachi 	(Trewavas, 1962)
1425. Sarotherodon tournieri (Daget, 1965)
1426. Satanoperca acuticeps (Heckel, 1840)
1427. Satanoperca daemon (Heckel, 1840)
1428. Satanoperca jurupari (Heckel, 1840)
1429. Satanoperca leucosticta (Müller & Troschel, 1849)
1430. Satanoperca lilith Kullander & Ferreira, 1988
1431. Satanoperca mapiritensis (Fernández-Yépez, 1950)
1432. Satanoperca pappaterra (Heckel, 1840)
1433. Satanoperca rhynchitis Kullander, 2012
1434. Schwetzochromis neodon 	Poll, 1948
1435. Sciaenochromis ahli (Trewavas, 1935)
1436. Sciaenochromis benthicola Konings, 1993
1437. Sciaenochromis fryeri Konings, 1993
1438. Sciaenochromis psammophilus Konings, 1993
1439. Serranochromis altus Winemiller & Kelso-Winemiller, 1991
1440. Serranochromis angusticeps (Boulenger, 1907)
1441. Serranochromis jallae (Boulenger, 1896)
1442. Serranochromis janus Trewavas, 1964
1443. Serranochromis longimanus (Boulenger, 1911)
1444. Serranochromis macrocephalus (Boulenger, 1899)
1445. Serranochromis meridianus Jubb, 1967
1446. Serranochromis robustus (Günther, 1864)
1447. Serranochromis spei Trewavas, 1964
1448. Serranochromis stappersi 	Trewavas, 1964
1449. Serranochromis thumbergi (Castelnau, 1861)
1450. Simochromis babaulti Pellegrin, 1927
1451. Simochromis diagramma (Günther, 1894)
1452. Simochromis margaretae Axelrod & Harrison, 1978
1453. Simochromis marginatus Poll, 1956
1454. Simochromis pleurospilus Nelissen, 1978
1455. Spathodus erythrodon Boulenger, 1900
1456. Spathodus marlieri Poll, 1950
1457. Steatocranus bleheri Meyer, 1993
1458. Steatocranus casuarius Poll, 1939
1459. Steatocranus gibbiceps 	Boulenger, 1899
1460. Steatocranus glaber Roberts & Stewart, 1976
1461. Steatocranus irvinei (Trewavas, 1943)
1462. Steatocranus mpozoensis Roberts & Stewart, 1976
1463. Steatocranus rouxi (Pellegrin, 1928)
1464. Steatocranus tinanti (Poll, 1939)
1465. Steatocranus ubanguiensis Roberts & Stewart, 1976
1466. Stigmatochromis macrorhynchos Stauffer, Cleaver-Yoder & Konings, 2011
1467. Stigmatochromis melanchros Stauffer, Cleaver-Yoder & Konings, 2011
1468. Stigmatochromis modestus 	(Günther, 1894)
1469. Stigmatochromis pholidophorus (Trewavas, 1935)
1470. Stigmatochromis pleurospilus (Trewavas, 1935)
1471. Stigmatochromis woodi (Regan, 1922)
1472. Stomatepia mariae (Holly, 1930)
1473. Stomatepia mongo 	Trewavas, 1972
1474. Stomatepia pindu Trewavas, 1972
1475. Symphysodon aequifasciatus 	Pellegrin, 1904
1476. Symphysodon discus Heckel, 1840
1477. Symphysodon tarzoo Lyons, 1959
1478. Taeniacara candidi Myers, 1935
1479. Taeniochromis holotaenia 	(Regan, 1922)
1480. Taeniolethrinops cyrtonotus (Trewavas, 1931)
1481. Taeniolethrinops furcicauda (Trewavas, 1931)
1482. Taeniolethrinops laticeps (Trewavas, 1931)
1483. Taeniolethrinops praeorbitalis 	(Regan, 1922)
1484. Tahuantinsuyoa chipi Kullander, 1991
1485. Tahuantinsuyoa macantzatza Kullander, 1986
1486. Tangachromis dhanisi (Poll, 1949)
1487. Tanganicodus irsacae Poll, 1950
1488. Teleocichla centisquama Zuanon & Sazima, 2002
1489. Teleocichla centrarchus Kullander, 1988
1490. Teleocichla cinderella Kullander, 1988
1491. Teleocichla gephyrogramma Kullander, 1988
1492. Teleocichla monogramma Kullander, 1988
1493. Teleocichla prionogenys Kullander, 1988
1494. Teleocichla proselytus Kullander, 1988
1495. Teleocichla wajapi Varella & Moreira, 2013
1496. Teleogramma brichardi Poll, 1959
1497. Teleogramma depressa Roberts & Stewart, 1976
1498. Teleogramma gracile Boulenger, 1899
1499. Teleogramma monogramma (Pellegrin, 1927)
1500. Telmatochromis bifrenatus Myers, 1936
1501. Telmatochromis brachygnathus Hanssens & Snoeks, 2003
1502. Telmatochromis brichardi 	Louisy, 1989
1503. Telmatochromis dhonti (Boulenger, 1919)
1504. Telmatochromis temporalis Boulenger, 1898
1505. Telmatochromis vittatus Boulenger, 1898
1506. Theraps coeruleus Stawikowski & Werner, 1987
1507. Theraps godmanni (Günther, 1862)
1508. Theraps heterospilus (Hubbs, 1936)
1509. Theraps intermedius (Günther, 1862)
1510. Theraps irregularis Günther, 1862
1511. Theraps lentiginosus (Steindachner, 1864)
1512. Theraps microphthalmus (Günther, 1862)
1513. Theraps wesseli Miller, 1996
1514. Thoracochromis albolabris (Trewavas & Thys van den Audenaerde, 1969)
1515. Thoracochromis bakongo (Thys van den Audenaerde, 1964)
1516. Thoracochromis brauschi (Poll & Thys van den Audenaerde, 1965)
1517. Thoracochromis buysi (Penrith, 1970)
1518. Thoracochromis callichromus (Poll, 1948)
1519. Thoracochromis demeusii (Boulenger, 1899)
1520. Thoracochromis fasciatus 	(Perugia, 1892)
1521. Thoracochromis lucullae (Boulenger, 1913)
1522. Thoracochromis moeruensis (Boulenger, 1899)
1523. Thoracochromis schwetzi (Poll, 1967)
1524. Thoracochromis stigmatogenys (Boulenger, 1913)
1525. Thoracochromis wingatii (Boulenger, 1902)
1526. Thorichthys affinis (Günther, 1862)
1527. Thorichthys aureus (Günther, 1862)
1528. Thorichthys callolepis (Regan, 1904)
1529. Thorichthys ellioti Meek, 1904
1530. Thorichthys helleri (Steindachner, 1864)
1531. Thorichthys meeki Brind, 1918
1532. Thorichthys pasionis (Rivas, 1962)
1533. Thorichthys socolofi (Miller & Taylor, 1984)
1534. Thysochromis annectens 	(Boulenger, 1913)
1535. Thysochromis ansorgii 	(Boulenger, 1901)
1536. Tilapia bakossiorum Stiassny, Schliewen & Dominey, 1992
1537. Tilapia baloni Trewavas & Stewart, 1975
1538. Tilapia bemini Thys van den Audenaerde, 1972
1539. Tilapia brevimanus Boulenger, 1911
1540. Tilapia busumana (Günther, 1903)
1541. Tilapia buttikoferi (Hubrecht, 1881)
1542. Tilapia bythobates Stiassny, Schliewen & Dominey, 1992
1543. Tilapia cabrae Boulenger, 1899
1544. Tilapia cameronensis Holly, 1927
1545. Tilapia camerunensis Lönnberg, 1903
1546. Tilapia cessiana 	Thys van den Audenaerde, 1968
1547. Tilapia coffea Thys van den Audenaerde, 1970
1548. Tilapia congica Poll & Thys van den Audenaerde, 1960
1549. Tilapia dageti Thys van den Audenaerde, 1971
1550. Tilapia deckerti 	Thys van den Audenaerde, 1967
1551. Tilapia discolor (Günther, 1903)
1552. Tilapia ejagham Dunz & Schliewen, 2010
1553. Tilapia flava Stiassny, Schliewen & Dominey, 1992
1554. Tilapia fusiforme Dunz & Schliewen, 2010
1555. Tilapia guinasana Trewavas, 1936
1556. Tilapia guineensis (Günther, 1862)
1557. Tilapia gutturosa Stiassny, Schliewen & Dominey, 1992
1558. Tilapia imbriferna Stiassny, Schliewen & Dominey, 1992
1559. Tilapia ismailiaensis Mekkawy, 1995
1560. Tilapia jallae 	(Boulenger, 1896)
1561. Tilapia joka Thys van den Audenaerde, 1969
1562. Tilapia konkourensis Dunz & Schliewen, 2012
1563. Tilapia kottae Lönnberg, 1904
1564. Tilapia louka Thys van den Audenaerde, 1969
1565. Tilapia margaritacea Boulenger, 1916
1566. Tilapia mariae Boulenger, 1899
1567. Tilapia nigrans Dunz & Schliewen, 2010
1568. Tilapia nyongana Thys van den Audenaerde, 1971
1569. Tilapia pra Dunz & Schliewen, 2010
1570. Tilapia rendalli (Boulenger, 1897)
1571. Tilapia rheophila Daget, 1962
1572. Tilapia ruweti (Poll & Thys van den Audenaerde, 1965)
1573. Tilapia snyderae Stiassny, Schliewen & Dominey, 1992
1574. Tilapia sparrmanii Smith, 1840
1575. Tilapia spongotroktis Stiassny, Schliewen & Dominey, 1992
1576. Tilapia tholloni (Sauvage, 1884)
1577. Tilapia thysi Stiassny, Schliewen & Dominey, 1992
1578. Tilapia walteri 	Thys van den Audenaerde, 1968
1579. Tilapia zillii (Gervais, 1848)
1580. Tomocichla asfraci Allgayer, 2002
1581. Tomocichla sieboldii (Kner, 1863)
1582. Tomocichla tuba (Meek, 1912)
1583. Tramitichromis brevis (Boulenger, 1908)
1584. Tramitichromis intermedius (Trewavas, 1935)
1585. Tramitichromis lituris (Trewavas, 1931)
1586. Tramitichromis trilineatus (Trewavas, 1931)
1587. Tramitichromis variabilis (Trewavas, 1931)
1588. Trematocara caparti Poll, 1948
1589. Trematocara kufferathi Poll, 1948
1590. Trematocara macrostoma Poll, 1952
1591. Trematocara marginatum Boulenger, 1899
1592. Trematocara nigrifrons Boulenger, 1906
1593. Trematocara stigmaticum Poll, 1943
1594. Trematocara unimaculatum 	Boulenger, 1901
1595. Trematocara variabile Poll, 1952
1596. Trematocara zebra De Vos, Nshombo & Thys van den Audenaerde, 1996
1597. Trematocranus labifer (Trewavas, 1935)
1598. Trematocranus microstoma Trewavas, 1935
1599. Trematocranus placodon (Regan, 1922)
1600. Triglachromis otostigma (Regan, 1920)
1601. Tristramella sacra (Günther, 1865)
1602. Tristramella simonis intermedia Steinitz & Ben-Tuvia, 1959
1603. Tristramella simonis magdalenae (Lortet, 1883)
1604. Tristramella simonis simonis (Günther, 1864)
1605. Tropheops gracilior (Trewavas, 1935)
1606. Tropheops lucerna (Trewavas, 1935)
1607. Tropheops macrophthalmus (Ahl, 1926)
1608. Tropheops microstoma (Trewavas, 1935)
1609. Tropheops modestus (Johnson, 1974)
1610. Tropheops novemfasciatus (Regan, 1922)
1611. Tropheops romandi (Colombé, 1979)
1612. Tropheops tropheops (Regan, 1922)
1613. Tropheus annectens Boulenger, 1900
1614. Tropheus brichardi Nelissen & Thys van den Audenaerde, 1975
1615. Tropheus duboisi Marlier, 1959
1616. Tropheus kasabae Nelissen, 1977
1617. Tropheus moorii Boulenger, 1898
1618. Tropheus polli Axelrod, 1977
1619. Tylochromis aristoma Stiassny, 1989
1620. Tylochromis bangwelensis Regan, 1920
1621. Tylochromis elongatus Stiassny, 1989
1622. Tylochromis intermedius (Boulenger, 1916)
1623. Tylochromis jentinki (Steindachner, 1894)
1624. Tylochromis labrodon Regan, 1920
1625. Tylochromis lateralis (Boulenger, 1898)
1626. Tylochromis leonensis Stiassny, 1989
1627. Tylochromis microdon Regan, 1920
1628. Tylochromis mylodon Regan, 1920
1629. Tylochromis polylepis (Boulenger, 1900)
1630. Tylochromis praecox Stiassny, 1989
1631. Tylochromis pulcher Stiassny, 1989
1632. Tylochromis regani Stiassny, 1989
1633. Tylochromis robertsi Stiassny, 1989
1634. Tylochromis sudanensis Daget, 1954
1635. Tylochromis trewavasae Stiassny, 1989
1636. Tylochromis variabilis Stiassny, 1989
1637. Tyrannochromis macrostoma (Regan, 1922)
1638. Tyrannochromis maculiceps (Ahl, 1926)
1639. Tyrannochromis nigriventer Eccles, 1989
1640. Tyrannochromis polyodon 	(Trewavas, 1935)
1641. Uaru amphiacanthoides Heckel, 1840
1642. Uaru fernandezyepezi Stawikowski, 1989
1643. Variabilichromis moorii (Boulenger, 1898)
1644. Xenochromis hecqui Boulenger, 1899
1645. Xenotilapia albini (Steindachner, 1909)
1646. Xenotilapia bathyphila Poll, 1956
1647. Xenotilapia boulengeri (Poll, 1942)
1648. Xenotilapia burtoni Poll, 1951
1649. Xenotilapia caudafasciata Poll, 1951
1650. Xenotilapia flavipinnis Poll, 1985
1651. Xenotilapia leptura (Boulenger, 1901)
1652. Xenotilapia longispinis Poll, 1951
1653. Xenotilapia melanogenys 	(Boulenger, 1898)
1654. Xenotilapia nasus De Vos, Risch & Thys van den Audenaerde, 1995
1655. Xenotilapia nigrolabiata 	Poll, 1951
1656. Xenotilapia ochrogenys (Boulenger, 1914)
1657. Xenotilapia ornatipinnis 	Boulenger, 1901
1658. Xenotilapia papilio Büscher, 1990
1659. Xenotilapia rotundiventralis (Takahashi, Yanagisawa & Nakaya, 1997)
1660. Xenotilapia sima 	Boulenger, 1899
1661. Xenotilapia spiloptera Poll & Stewart, 1975
1662. Xenotilapia tenuidentata Poll, 1951

Prema izvještaju iz 2007. godine, 156 vrsta ciklida nalazi se na popisu ranjivih, četrdeset na spisku ugroženih, a 69 na popisu kritično ugroženih vrsta. Od 1990. u divljini je izumrlo 45 vrsta ciklida, među kojima je najviše ustonoša.